# Cathédrale Notre-Dame de Rodez
Cette  cathédrale n’est pas la seule cathédrale Notre-Dame.
La cathédrale Notre-Dame de Rodez, construite entre le XIIIe et XVIe siècles, est une cathédrale catholique située à Rodez dans le département français de l'Aveyron en région Occitanie. C'est la cathédrale du diocèse de Rodez et Vabres.
Bien que les travaux de construction aient duré de 1277 jusqu’à la fin du XVIe siècle, la cathédrale bénéficie d’une remarquable unité tant à l’intérieur qu’à l’extérieur. En effet, le parti général de l’édifice fut fixé dès l’origine. Ce type de plan est attribué à l’architecte Jean Deschamps, qui a mis en pratique dans le Midi les principes de l’architecture gothique définis dans la France du Nord. Le plan et l’élévation de l’édifice permettent d’établir des similitudes entre la cathédrale de Rodez et celles de Clermont-Ferrand dont Jean Deschamps a dirigé la construction entre 1248 et 1265, Narbonne où Jean Deschamps est nommé magister principalis operis ecclesiæ en 1286, Limoges.
L'aspect sévère de la façade occidentale témoigne de sa vocation défensive : elle est flanquée de deux tours massives qui étaient incorporées aux remparts. Seule « anomalie » à la rigueur flamboyante de l’ensemble : un frontispice placé au faîte de la façade au milieu du XVIe siècle.
La cathédrale a été classée monument historique en 1862.

## Histoire

### Christianisation du pays des Rutènes
Selon la tradition qui vise à prouver l'antériorité d'un siège épiscopal par rapport à un autre, Rodez et le pays des Rutènes sont christianisés à la fin du IIIe siècle par saint Martial, et, au milieu du Ve siècle par saint Amans, premier évêque de Rodez. Le groupe épiscopal est cité pour la première fois par Sidoine Apollinaire, évêque de Clermont, dans une lettre qu'il a envoyée à Elaphius de Rodez, en 485, et qui a consacré le baptistère. Cette lettre cite une nouvelle église, la cathédrale première cathédrale de Rodez. La cathédrale se trouvait déjà à proximité de l'emplacement actuel. Elle était hors de l'enceinte du Bas-Empire. La cathédrale ne sera à l'intérieur des remparts qu'après sa reconstruction au XIIe siècle.
L'église mérovingienne, première trace de la cathédrale, est remaniée et embellie à l'époque de l'évêque saint Dalmas, qui l'a laissée inachevée à sa mort en 581. Grégoire de Tours écrit que l'évêque Dalmas passa son long épiscopat à édifier, démolir et réédifier sa cathédrale pour la rendre encore plus belle.
L'église est pillée en 725 par les Sarrasins.
L'ensemble de l'édifice a dû être reconstruit à la fin du IXe ou au début du Xe siècle. C'est à cette époque que l'église est désignée sous le nom de Notre-Dame (Sacro sanctæ basilicæ Sanctæ Mariæ, matris Domini Jhesu Christi vel ceterorum sanctorum qui ibidem conditæ sunt, qui est ipsa ecclesia fundata in honore Sanctæ Mariæ, quæ constructa in Rutenis  [sic] civitate… dans un acte d'août 907). Des chapiteaux trouvés dans les fondations de la cathédrale en 1884 et déposées au musée Fenaille montrent que la cathédrale a été modifiée à l'époque romane.
De cette époque, il ne reste que peu de vestiges (trouvés essentiellement lors de fouilles) car l'effondrement du clocher de la cathédrale romane en 1276 entraîna une totale reconstruction de celle-ci qui durera plus de trois siècles. Il subsiste une table d'autel de marbre consacré à la Vierge de l'ancienne cathédrale, accrochée sur le mur nord de la chapelle axiale. Cette table porte une inscription : « HANC ARAM DEUSDEDIT EPISCOPUS INDIGNUS FIERI JUSSIT », ce qui se traduit par « Deusdedit (Dieudonné) évêque, indigne, ordonna de faire cet autel ». Elle a dû être réalisée par des marbriers à la demande de l'évêque Deusdedit II dont l'épiscopat a duré d'environ 961 à environ 995. Cette table reposait sur des colonnes octogonales surmontées de chapiteaux qu'on peut voir au musée Fenaille.

### Construction de la cathédrale gothique

#### Première campagne de construction

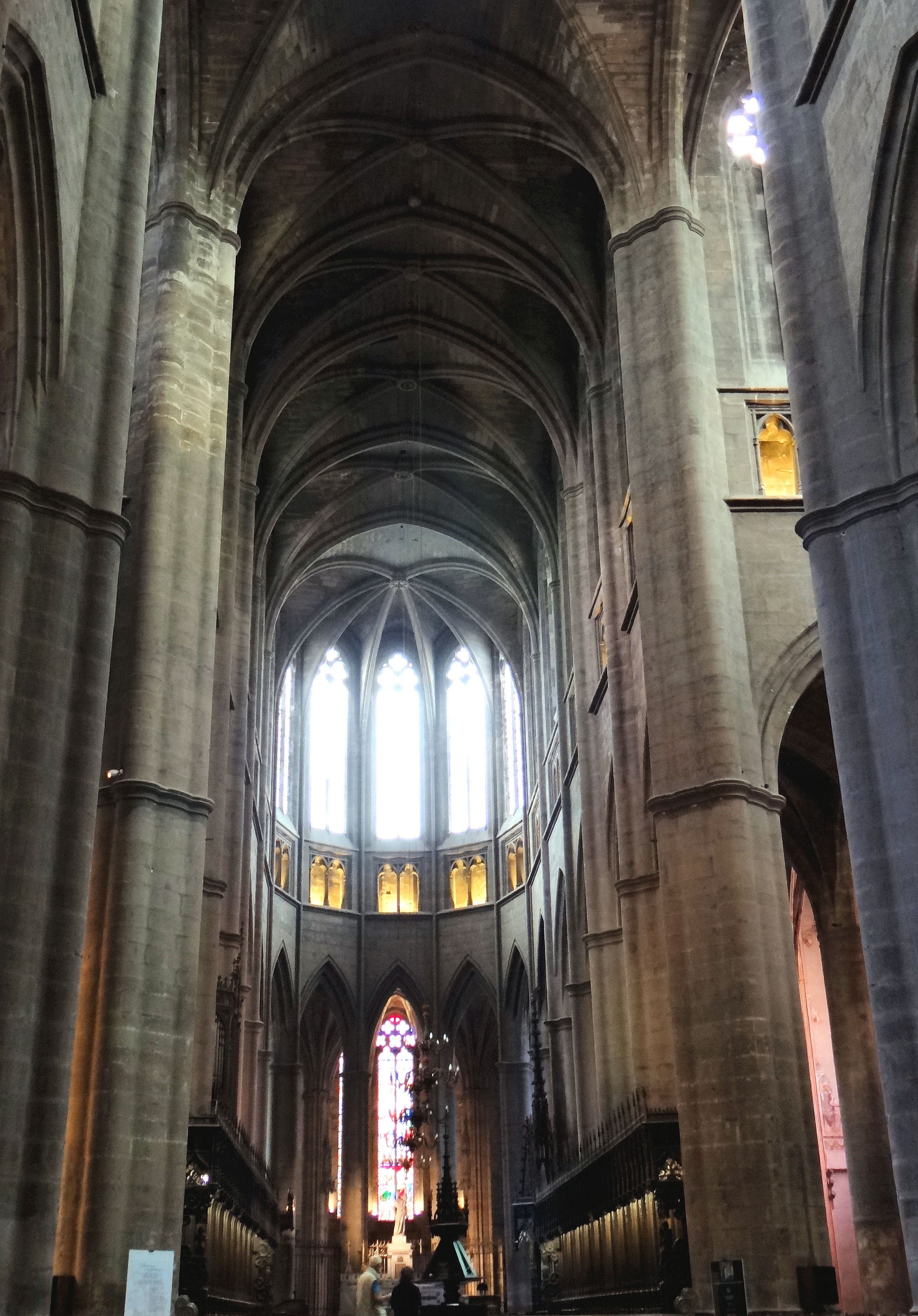
Le chœur de la cathédrale de Rodez.

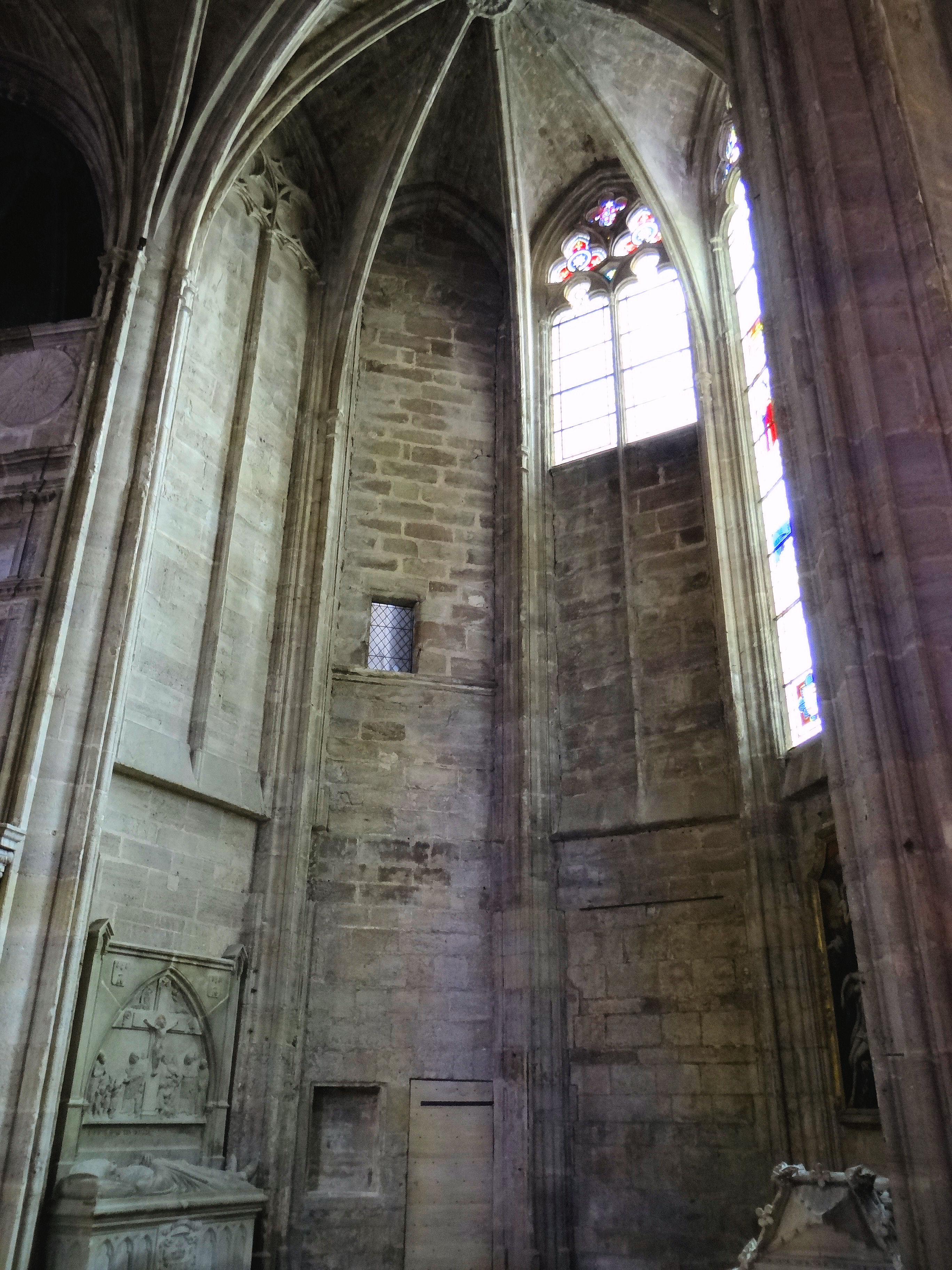
Une chapelle rayonnante polygonale du chœur.

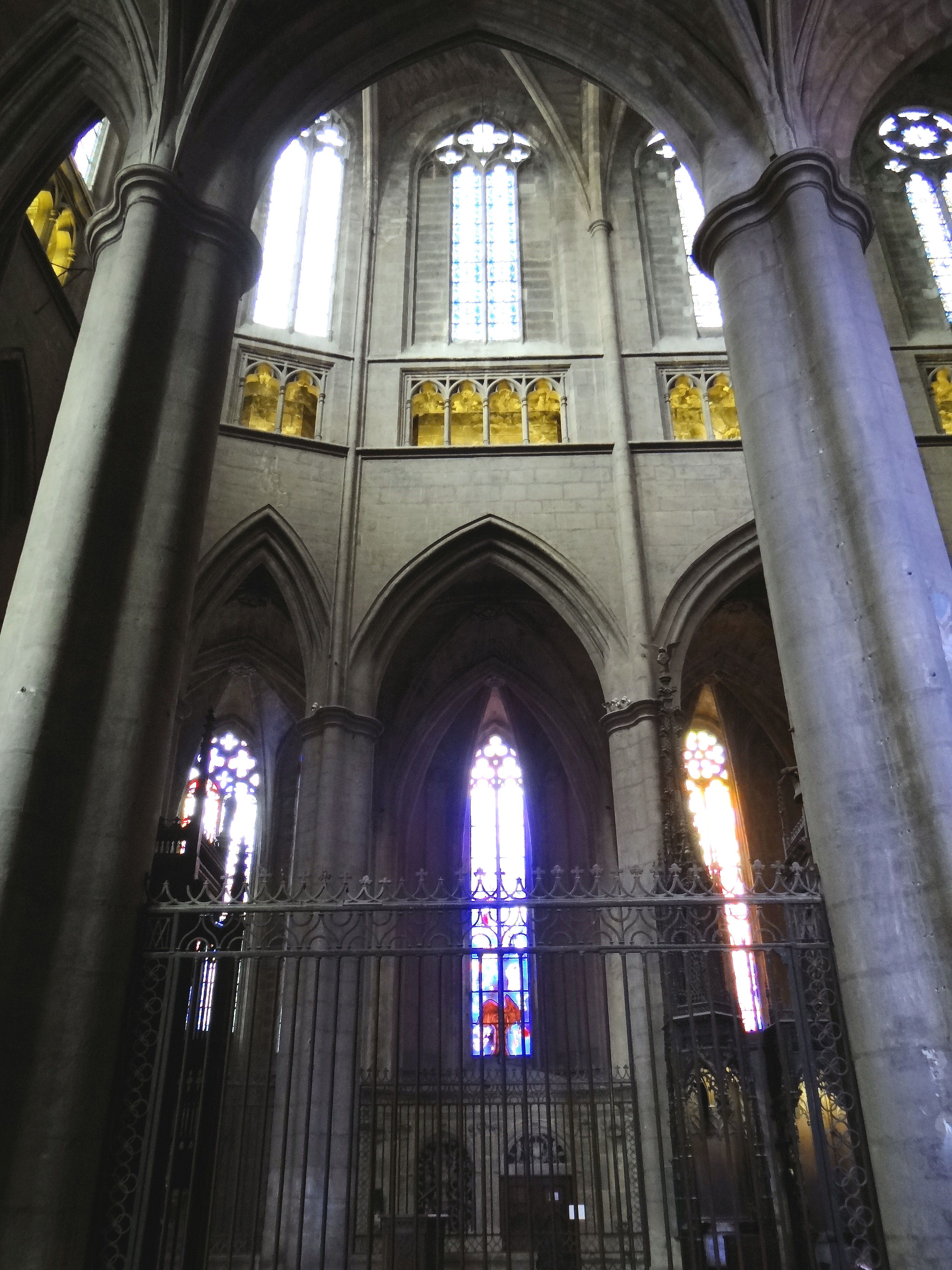
Élévation du chœur.

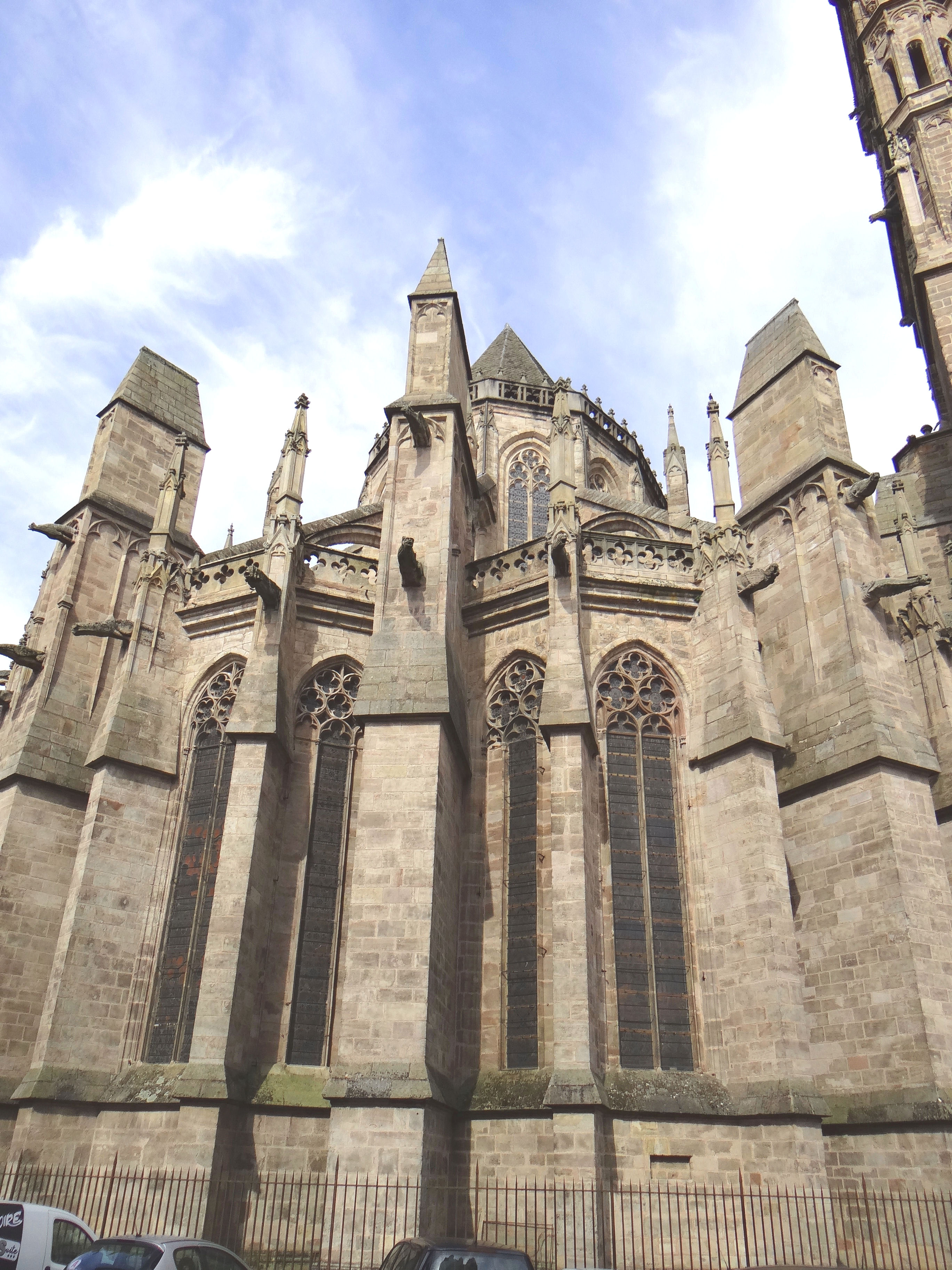
Les chapelles rayonnantes polygonales du chevet.

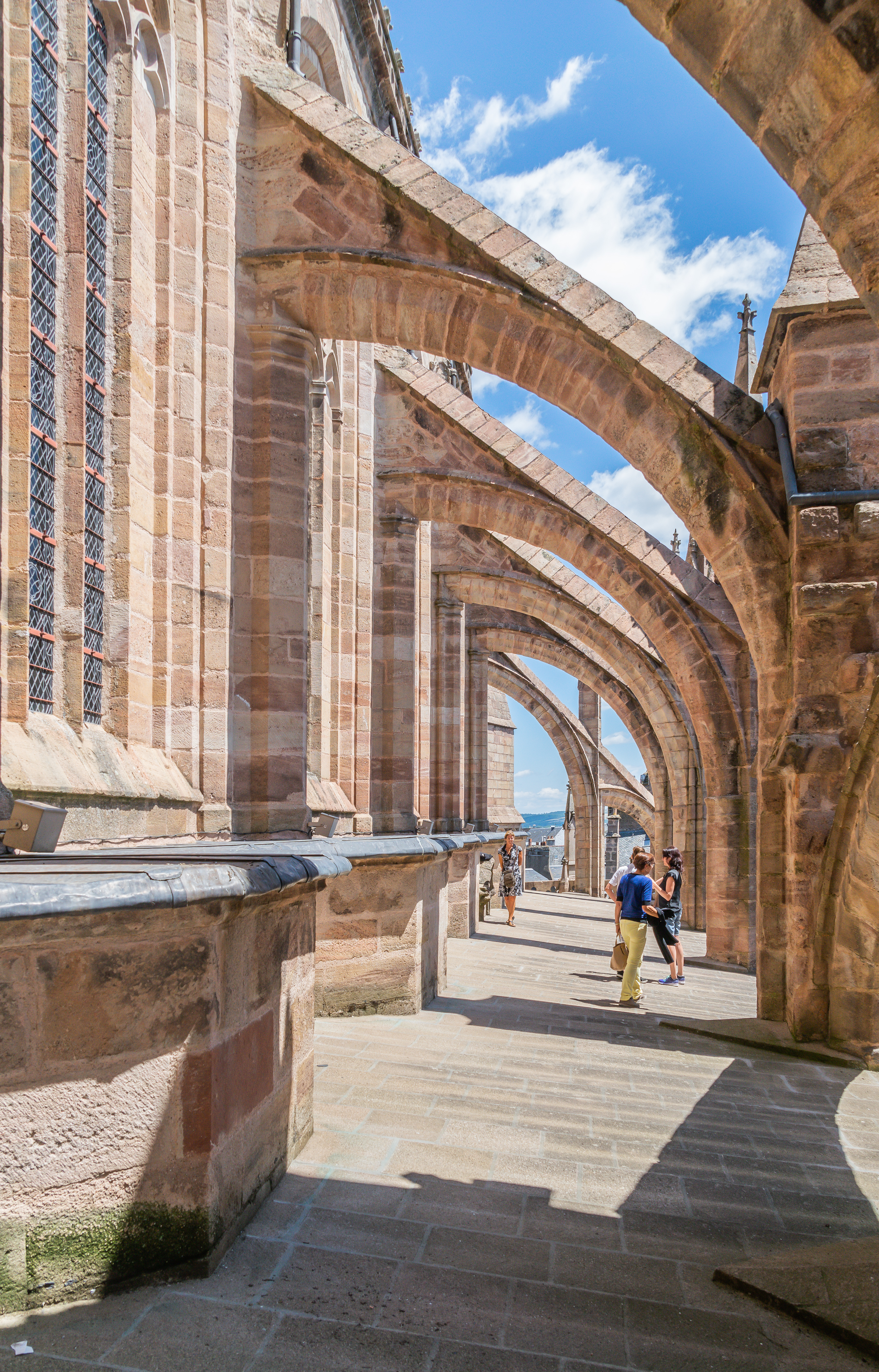
Arcs-boutants.

Le clocher s'effondre dans la nuit du 16 au 17 février 1276. L'évêque de Rodez Raymond de Calmont, personnage clé pour le financement du nouveau chantier, pose la première pierre de la cathédrale actuelle le 25 mai 1277. La construction va se faire de l'est vers l'ouest et l'ancienne cathédrale est démolie progressivement au fur et à mesure des travaux.
Pour permettre sa construction, l'évêque Raymond de Calmont a organisé le financement de l'œuvre de la cathédrale. Au début des travaux, il leur a attribué le revenu des annates sur les bénéfices de la mense épiscopale. En 1281, il fait payer 50 livres ruthénoises pris sur les revenus du prieuré Saint-Georges de Camboulas. Puis, en 1286, il obtient le droit d'émettre des indulgences du pape Nicolas IV. Dans son testament donné le 26 janvier 1298, il donne 10 000 sous ruthénois à la fabrique de la cathédrale pour une grosse cloche et fonder deux chapelles. Le 6 septembre 1290, le pape Nicolas IV accorde au chapitre les revenus des bénéfices vacants pour la construction de la cathédrale.
On peut suivre la construction de la cathédrale à partir des livres de compte de la fabrique pour l'année 1287-1288 et 1293-1294. Ces derniers comptes donnent le nom d'un maître, Maître Étienne, et son compagnon, Ponset, et signale que Maître Étienne est sur le chantier depuis trois ans. Son salaire est assez élevé. Maître Étienne est probablement le premier architecte de la cathédrale,.
Les chapelles rayonnantes du chœur sont les premières construites. La première chapelle est citée en 1291 pour laquelle le chanoine Brenguier d'Arpajon fonde une chapellenie. C'est la deuxième chapelle côté sud consacrée à saint Pierre, où il est enterré en 1299. En 1301, l'évêque Gaston de Corn est enterré dans la chapelle axiale. En 1316, c'est la première chapelle côté nord qui est fondée par le chanoine Aldebert de Pierrefort. La deuxième chapelle côté nord est citée en 1317 dans le testament de l'évêque Pierre de Plantecassanhe. Les cinq chapelles rayonnantes du chevet sont construites en 1320, malgré la baisse des revenus de l'évêché à la suite de la création de l'évêché de Vabres. Les onze chapelles polygonales du chœur sont construites vers 1330.
On constate que Maître Étienne a utilisé des remplages de fenêtre de style rayonnant. Les clés de voûtes rappellent celles de la cathédrale Saint-Étienne de Toulouse et de l'église Saint-Nazaire de Carcassonne. Les arcs d'entrée des chapelles rayonnantes reprennent le dessin des chapelles nord de la cathédrale Saint-Just-et-Saint-Pasteur de Narbonne.
Le plan de la cathédrale se rattache au gothique méridional qui a été mis en forme par l'architecte Jean Deschamps à la cathédrale de Clermont-Ferrand entre 1248 et 1265. Aucun document ne permet de rattacher directement cet architecte à la construction de la cathédrale de Rodez

#### Deuxième campagne de construction
Cependant, la guerre de Cent Ans, puis les épidémies et notamment la peste noire de 1348 ainsi que diverses querelles au sein du diocèse provoquèrent une longue interruption de ce monumental chantier.
L'évêque Pierre de Castelnau (1319-1334) envoie des lettres patentes pour obtenir des indulgences pour permettre le financement de la construction de la cathédrale. En 1325, de retour d'Avignon, il lance un appel pressant aux fidèles pour le financement de l'œuvre. Il indique que l'ancienne cathédrale menace de s'effondrer et que le plan ambitieux adopté pour la nouvelle dépasse les ressources de la fabrique.
Les évêques Gibert de Cantobre (1339-1349), Raimond d'Aigrefeuilhe (1349-1361) et Bertrand de Raffin (1379-1385) rédigent des lettres semblables. Ce dernier indique que la fabrique est pauvre et que la construction avance lentement.
Le haut chœur est construit avec les deux premières travées du chœur. La voûte quadripartite culmine à 30 mètres. Le chœur a une élévation de trois niveaux. On change aussi de plan en adoptant des chapelles rectangulaires pour les deux premières travées du chœur au lieu des chapelles polygonales. On utilise un pilier rond dans le chœur mais ce type de pile n'a été utilisé qu'une seule fois au profit de piliers ondulés. La deuxième chapelle du côté nord est terminée avant 1338, avec l'épitaphe d'Hector de Torrène ; la première du même côté, avant 1359, quand elle reçoit le tombeau de Gaillard de Cardaillac. La deuxième du côté sud est en projet en 1354, comme le montre le testament de Béranger de Barrière. Guillaume Bisquet est maître d'œuvre entre 1358 & 1360.
Entre 1366 et 1386 va commencer la réalisation d'un clocher hors-œuvre, à l'angle nord-est de la cathédrale. Il est couronné d'une flèche en bois revêtue de plomb dont le contrat avait été passé en 1386 avec les charpentiers Guillaume Caldacoste et Pierre de Coffinyères. Cette dernière ayant brûlé le 28 avril 1510, il en subsiste les deux premiers niveaux dans le clocher actuel.
Le portail nord du transept doit être commencé au milieu du XIVe siècle d'après son style, antérieur à l'évêque Bertrand de Chalençon (1457-1501) auquel on avait attribué la commande, car ses armoiries surplombent le gâble. Certaines sculptures du tympan qu'il est encore possible de deviner malgré les destructions de la Révolution rappellent celles réalisées en 1340 dans la chapelle d'axe par l'évêque Gilbert de Cantobre quand il en fait sa chapelle funéraire avec des peintures murales, mais la sculpture du Couronnement de la Vierge peut être postérieure.
Sous l'épiscopat de Guillaume d'Ortolan (1396-1416) ne sont entrepris que des travaux d'embellissements dans les chapelles rayonnantes.

#### La construction flamboyante
Après les travaux de la fin du XIVe siècle, ils ne vont reprendre qu'au milieu du XVe siècle sous l'action des évêques Guillaume de La Tour (1429-1457) et Bertrand de Chalençon (1457-1501) avec l'achèvement du chœur et de sa voûte, puis le lancement de la construction du transept et des travées orientales de la nef.
Des mesures doivent être prises en 1426 pour augmenter les ressources de la fabrique.
La guerre de Cent Ans finie, l'évêque Guillaume de La Tour écrit aux consuls en juillet 1445 pour bâtir l'église. Pour continuer la construction de la cathédrale par la nef, l'évêque doit détruire son palais qui se trouvait entre l'actuel transept et les remparts. Il fait bâtir le nouveau palais épiscopal au nord de la cathédrale. Pour élever la nef, il faut franchir l'ancien rempart de la ville. Les consuls ne donnent leur autorisation qu'en 1474, et ils imposent que la façade occidentale de la cathédrale, placée en avant des remparts, soit massive avec peu de percements.
À partir de 1440, les travaux de construction du transept sont entrepris. Conrad Roger construit alors les piliers du collatéral nord. En 1448, de nouveaux dessins sont proposés pour la façade sud. Les niveaux hauts et les roses datent de la seconde moitié du XVe siècle.
Pour l'accomplissement de ces travaux, les plus grands artistes de l'époque furent sollicités dont le sculpteur bourguignon Jacques Morel. Ceci explique l'origine de ce nouveau style médiéval qualifié de flamboyant à Rodez. L'architecte et sculpteur lyonnais Jacques Morel donne quittance de 32 florins reçus de Jean Riperie, notaire à Avignon, à la veille de Noël 1444, probablement pour le tympan du portail nord du transept. Le 25 octobre 1448, il est engagé par l'évêque pour « la réparation et le complément du portail » du bras sud du transept.
Le prix-fait montre que le portail du bras sud était déjà ébauché. Cent huit images étaient prévues. Le contrat prévoyait une durée des travaux de huit ans, mais Jacques Morel n'était tenu de séjourner à Rodez que quatre mois par an. En septembre 1456, Jacques Morel n'ayant pas terminé les travaux, l'évêque et le chapitre engagent un autre lapicide pour terminer la façade, Thibaut Sonier. Les comptes de la fabrique de 1459-1460 montrent que Thibaut Sonier travaille encore sur le portail ; il est désigné dans les actes comme magister portalis. Il y avait dans son équipe les « imagiers » Pierre Viguier et Guillaume Desfosses. Ces sculptures ont été détruites en 1794. Plus de 1 500 fragments ont été découverts en 1986 et 2006 dans la fosse d'une chapelle qui avait été comblée en 1820,.

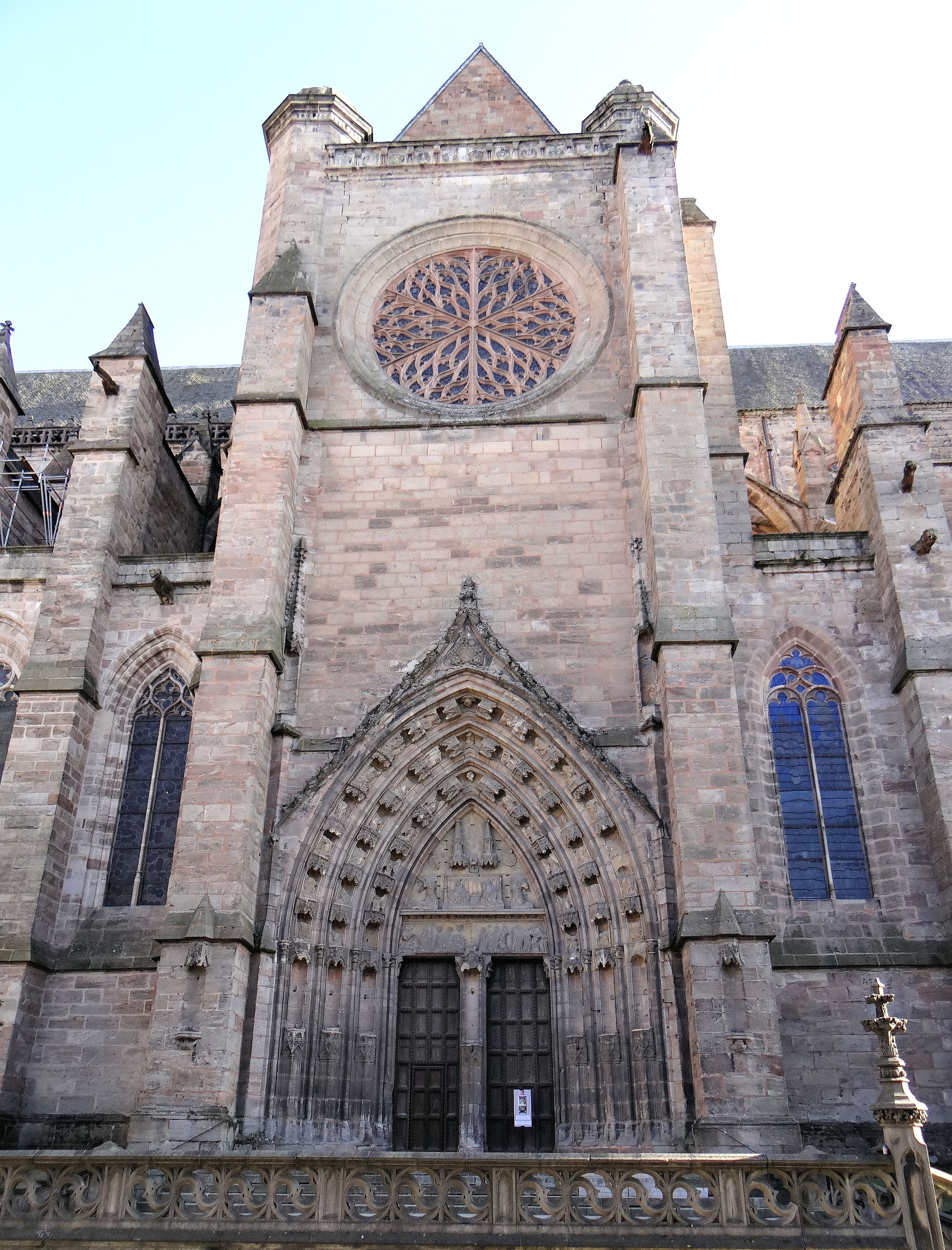
Façade du bras nord du transept.
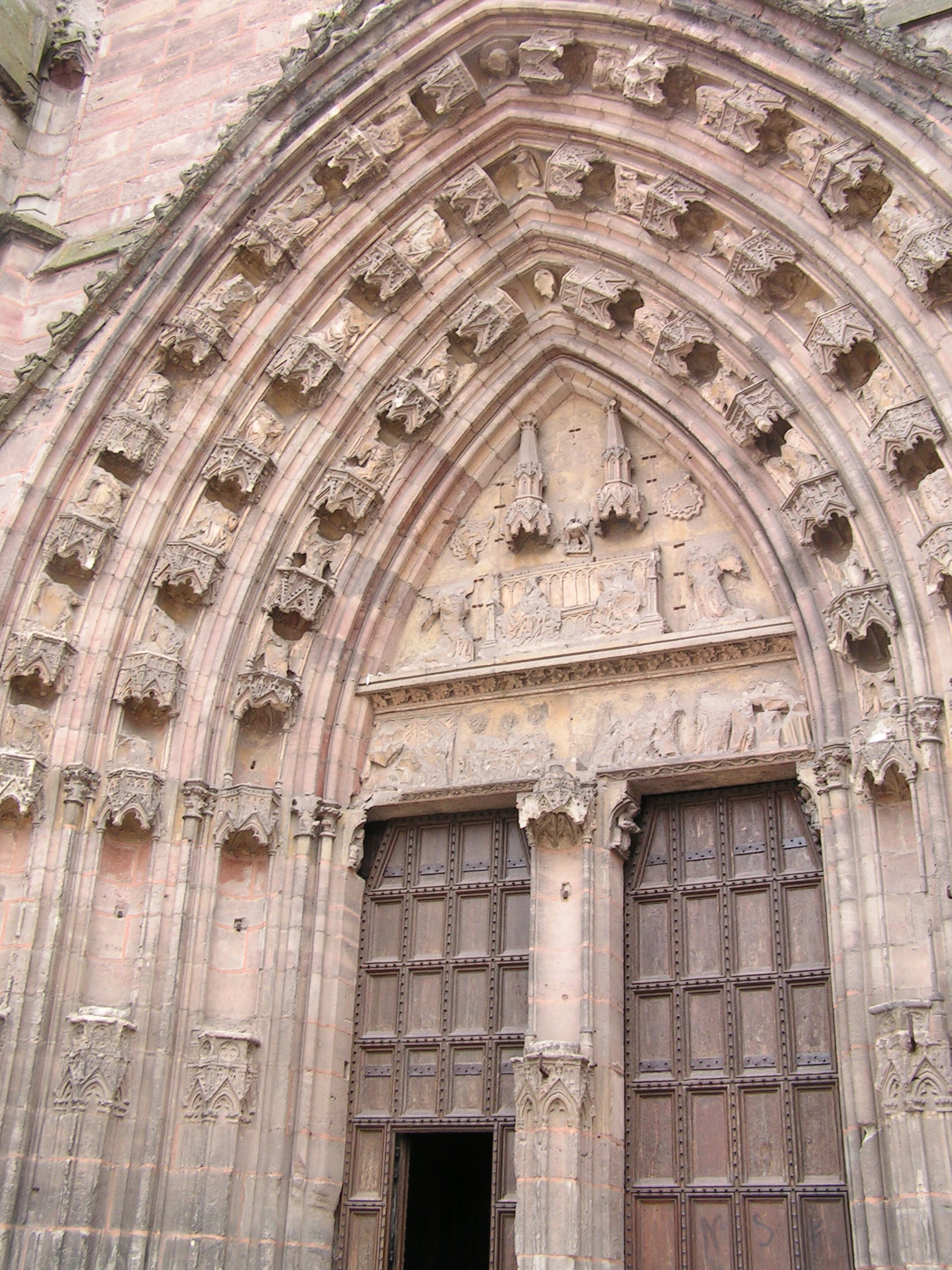
Portail du bras nord du transept.
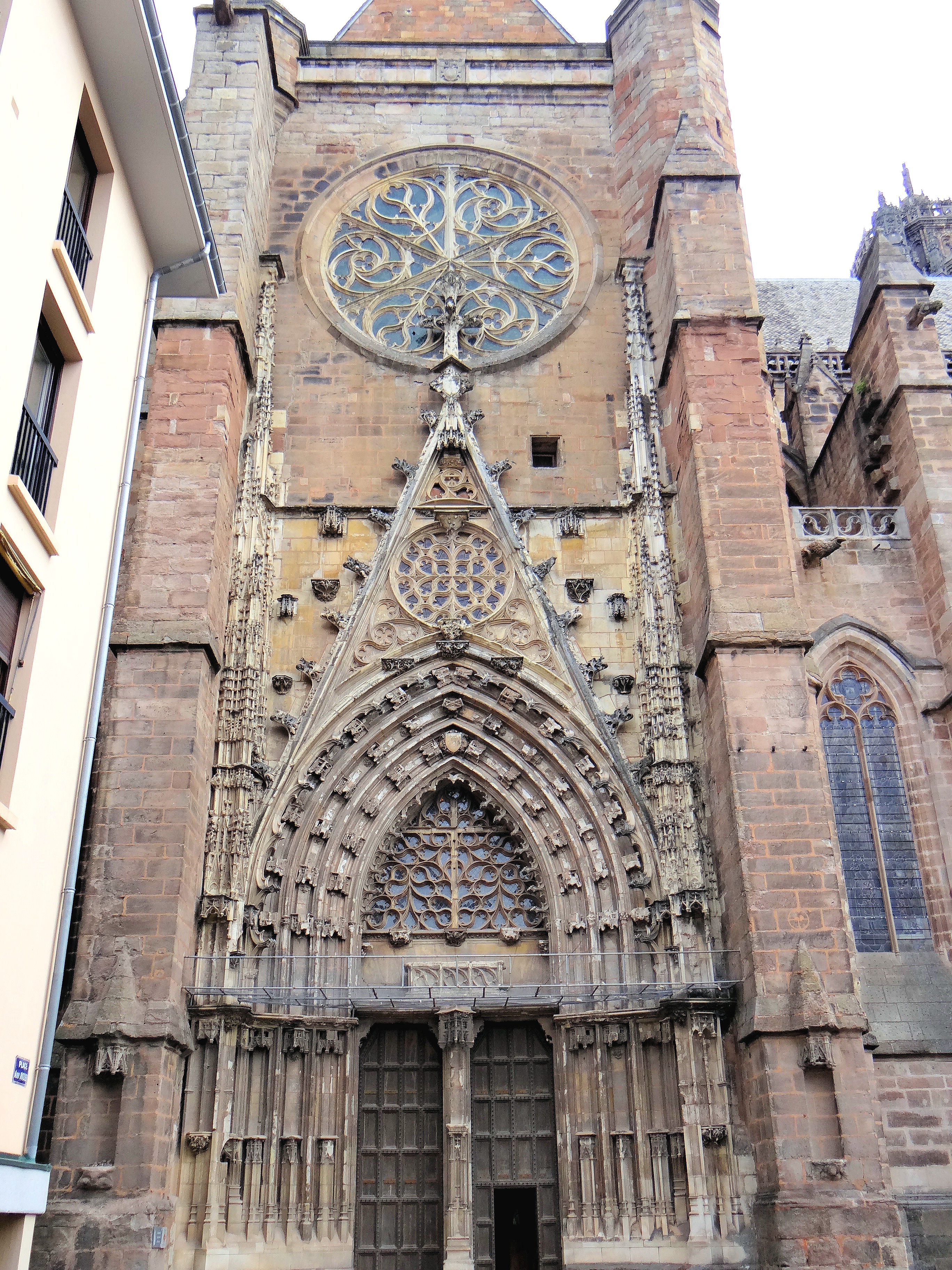
Façade du bras sud du transept.
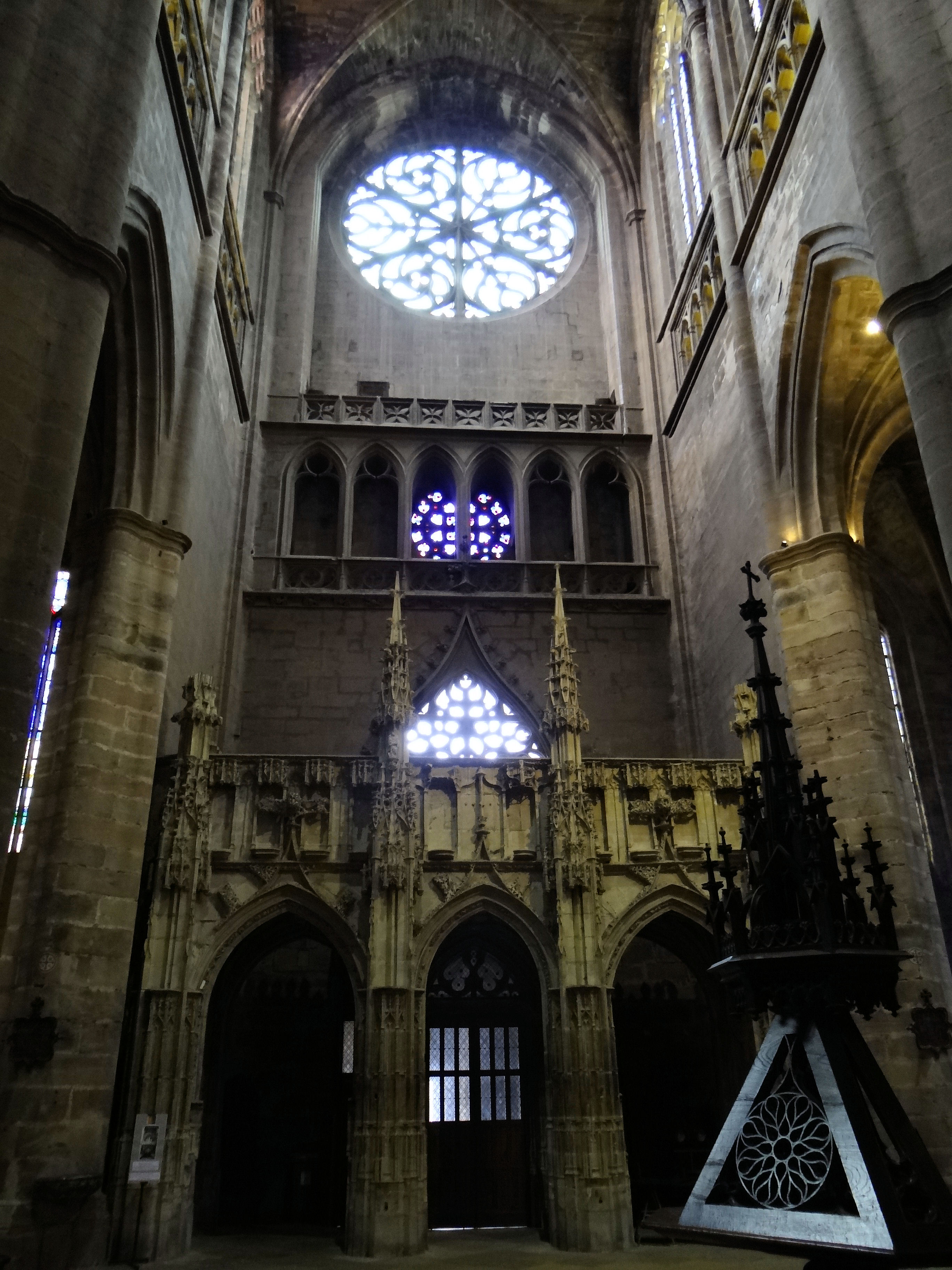
Bras sud du transept avec l'ancien jubé placé sur le revers de la façade.
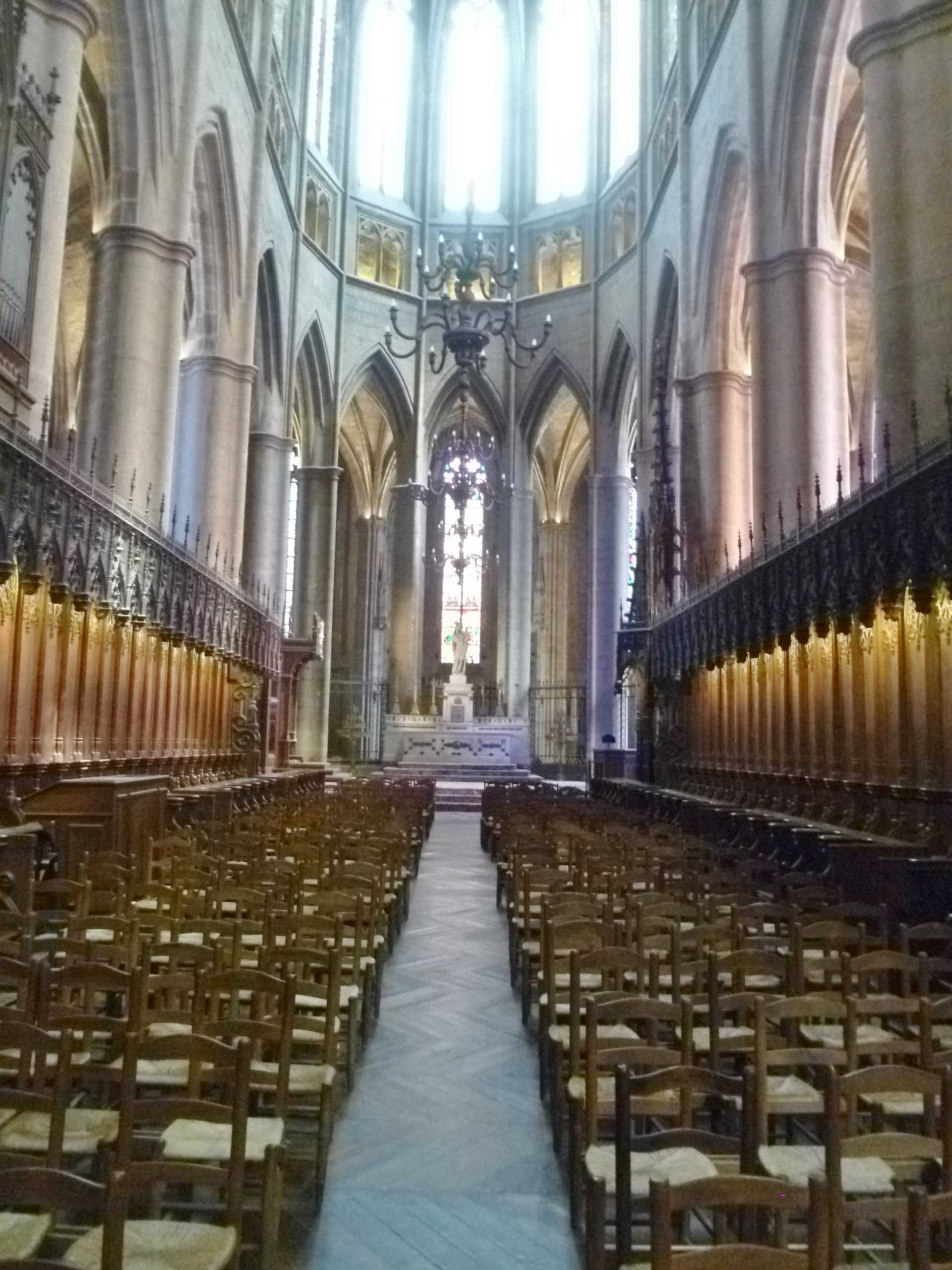
L'intérieur de la cathédrale.

Les travaux d'achèvement du chœur se sont continués en même temps. Le 31 décembre 1449, on trouve un contrat entre l'évêque Guillaume de La Tour et les lapicides de Villecomtal, Raymond Dolhas, dit Castelvert, et Guiral ou Gérard Dolhas son fils. Ce contrat pour la réalisation de la voûte de la dernière travée, probablement la troisième travée du chœur, spécifie que la réalisation doit respecter la conformation des piliers, du triforium, des fenêtres hautes et des arcs-boutants existant. Ils sont remplacés par Maître Richard, vers 1450. Le 17 mars 1462 est signé le contrat pour la réalisation de deux piliers et de la voûte de la première travée entre les représentants de l'évêque et du chapitre avec Vincent et Jean Sermati pour 3 020 écus d'or, lapicides originaires de Saint-Flour et habitant à Mur-de-Barrez.
Ce contrat signale que Maître Richard, locataire de la maison de l'œuvre, a réalisé une travée du chœur. Il s'est réservé la réalisation des grandes voûtes, et a probablement introduit le remplage flamboyant dans les fenêtres hautes dans la deuxième travée. Il s'agit probablement de Richard de Condom (de Condom-d'Aubrac) qui a commencé la construction de la chartreuse Saint-Sauveur de Villefranche-de-Rouergue et réalisé à partir de 1467 le chœur de l'église Saint-Jean-Baptiste de Caylus. Ce contrat mentionne un pertrach (portrait ou dessin) de l'ensemble de la cathédrale précieusement conservé par le chapitre et montré aux différents entrepreneurs pour conserver la cohérence du projet. Le prix accordé en 1462 ayant paru exorbitant à la fabrique de la cathédrale, elle obtient du roi des lettres d'abolition le 3 juin 1467. Les Sermati se contentèrent de 1 500 écus.
Un nouveau marché est conclu en 1465 avec André Amalric. Le chapitre ne fut sans doute pas satisfait car la continuation des travaux a été faite par voie de régie, et le premier architecte ainsi nommé a été Bernard Anthony, vers l’an 1500. La pose des vitraux dans les fenêtres hautes a commencé dans les années 1460. La réalisation du chœur a dû s'achever vers 1470, avant la mise en place de la voûte de la croisée du transept.
En 1460, l'avancement des travaux sur la façade sud du transept permet d'utiliser les chapelles situées de part et d'autre. La chapelle du côté Est est alors concédée au marchand Georges Vigouroux qui en fait son lieu de sépulture en 1480. Celle côté ouest, achevée grâce à une fondation du grand archidiacre, en 1454, est dévolue à l'évêque Guillaume de La Tour, qui en fit son lieu de sépulture.
Les travaux de la nef vont commencer à partir de 1450. Un prix-fait est passé le 1er août 1465 avec le lapicide de Rodez Amalric André pour la réalisation des fondations d'un pilier au sud-est de la nef. En 1466, le chapitre invite les consuls pour poser la première pierre d'une autre fondation. En 1470, le marchand Georges Vigouroux engage Corrat Roger pour construire la cinquième travée du collatéral nord.
En 1471 on achève la chapelle au sud de la cinquième travée de la nef. Entre 1470 et 1490, les travaux avancent lentement, réalisation des murs hauts des deux travées adjacentes au transept et des fondations des quatre travées occidentales, au droit de l'ancien palais des évêques, des anciens remparts et fossés de la ville qui ont nécessité des travaux de terrassement importants. Les armoiries du chapitre et de l'évêque Bertrand de Chalençon à environ 5 mètres du sol, sur la façade occidentale, marquent le niveau de construction atteint à la mort de l'évêque. Les documents datés de 1494 n'indiquent que Guillaume Salvanh Il est alors le maître d'œuvre de la cathédrale.

#### Le renouveau flamboyant et la Renaissance
Au XVIe siècle, François d'Estaing et Georges d'Armagnac donnèrent un nouvel élan à la construction de la cathédrale.
En 1503, le chapitre signe un engagement, pour un an, avec le maître d'œuvre Bernard Anthony. Il va continuer les travaux de construction des murs hauts de la nef.
Après l'incendie du clocher le 28 avril 1510, l'évêque prend la maîtrise d'ouvrage. Il a désigné comme maître d'œuvre Antoine Salvanh (1476-1554) pour sa reconstruction, telle qu'elle existe aujourd'hui. Elle est entreprise par une centaine de tailleurs de pierre, de 1513 à 1526.
En 1526, l'évêque célèbre l'achèvement des travaux du clocher en consacrant le maître-autel du chœur entouré de colonnes de laitons qui ont disparu en 1793. Avec ses 87 mètres de hauteur, le clocher, tour délicatement ouvragée, détient aujourd'hui encore le titre du plus haut clocher plat de France.
Celui-ci, surmonté d'une lanterne ajourée portant une statue de la Vierge, entourée de quatre anges thuriféraires, présente une exubérance ornementale flamboyante qui se retrouve dans la sculpture des portails du transept et dans le mobilier (jubé et stalles du XVe siècle).

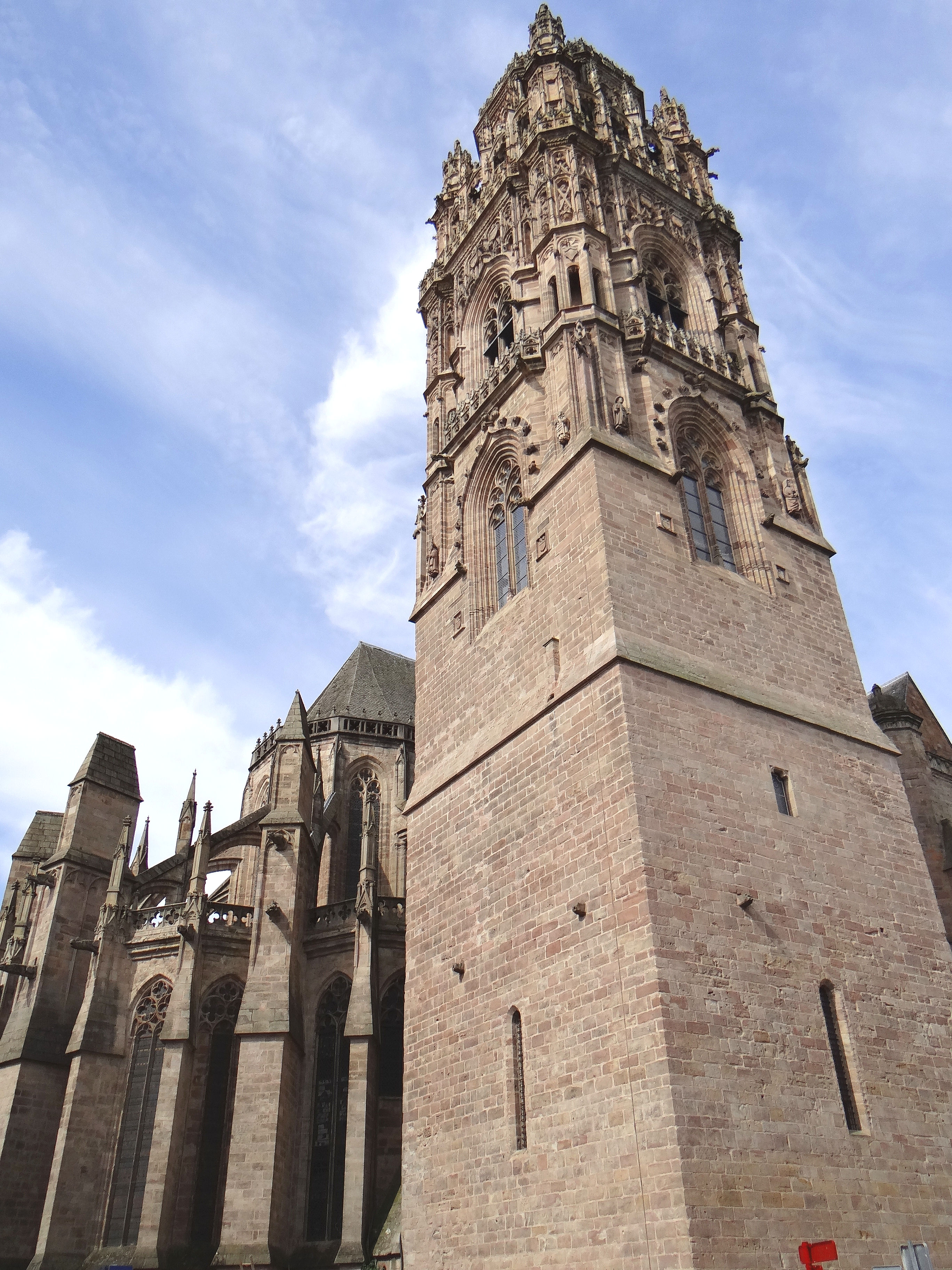
Le clocher.
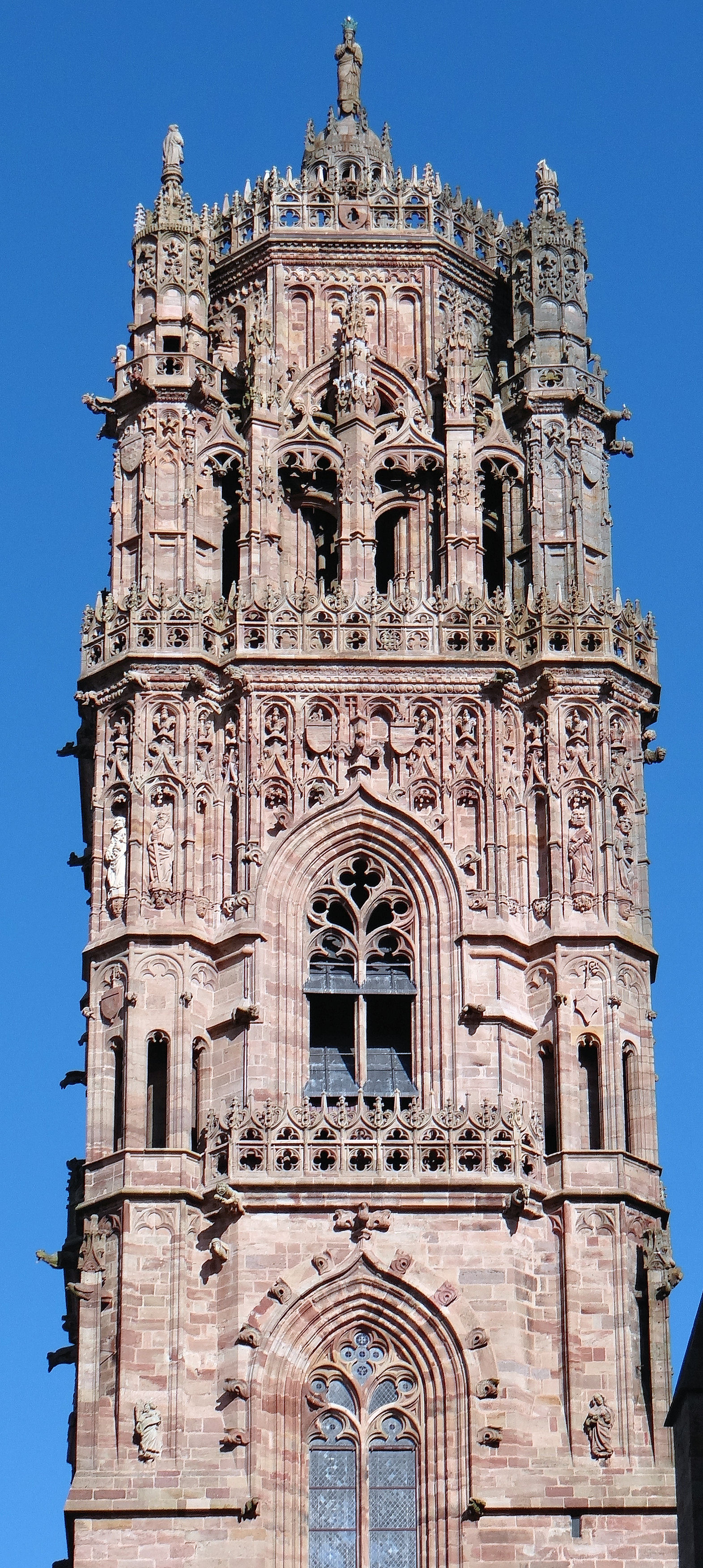
Façade occidentale du clocher.
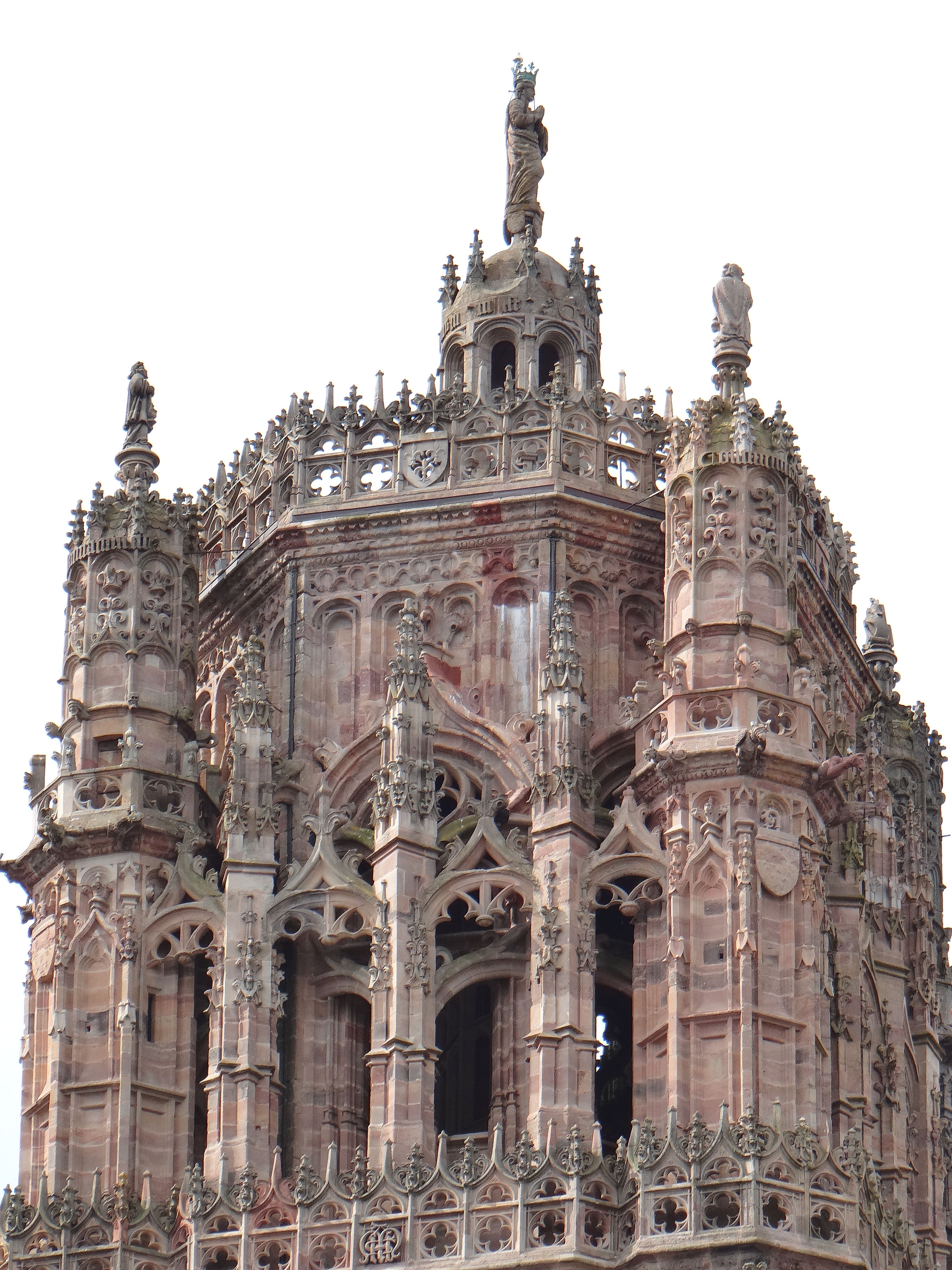
Façade nord du clocher : détail.
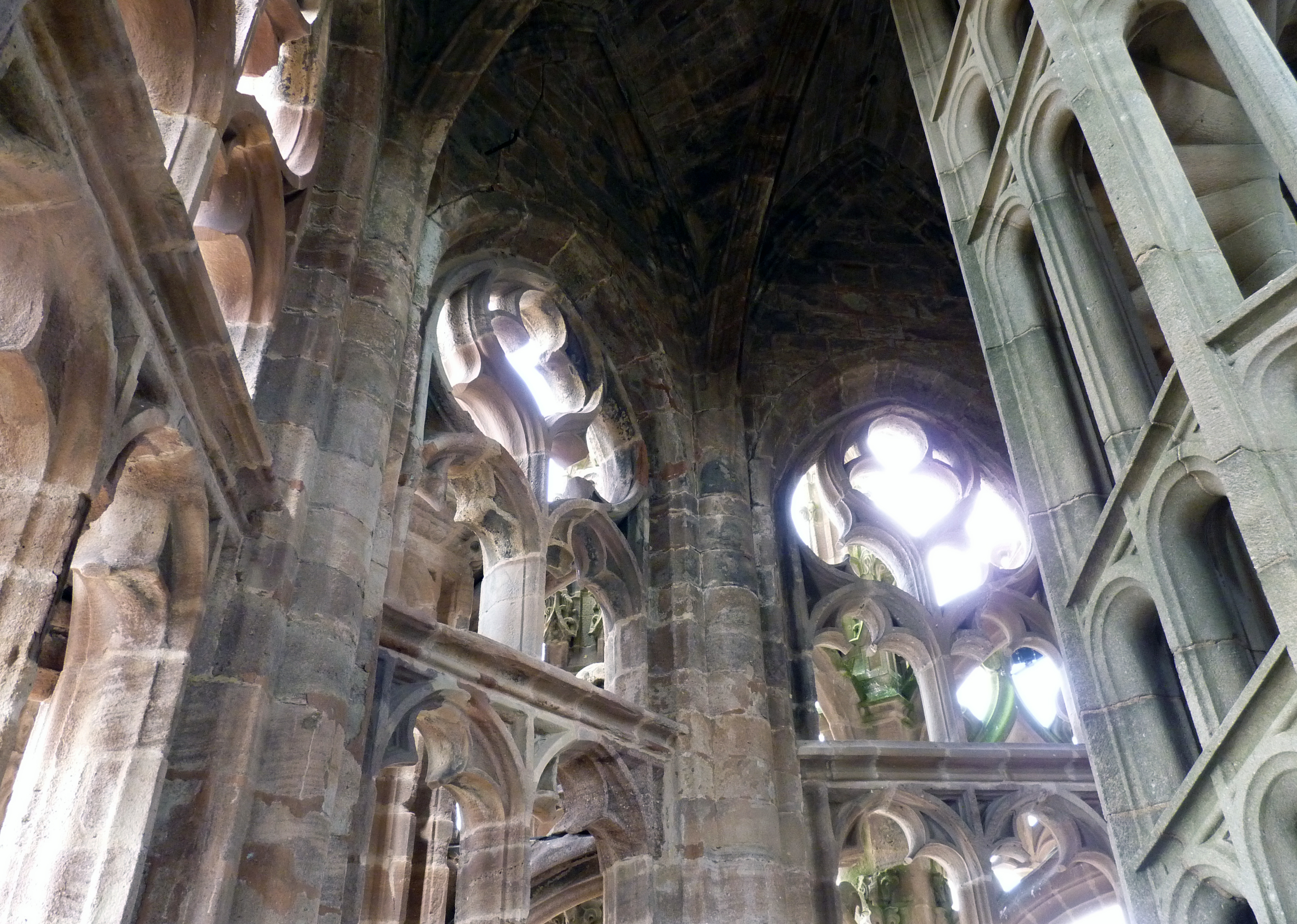
Sommet du clocher.
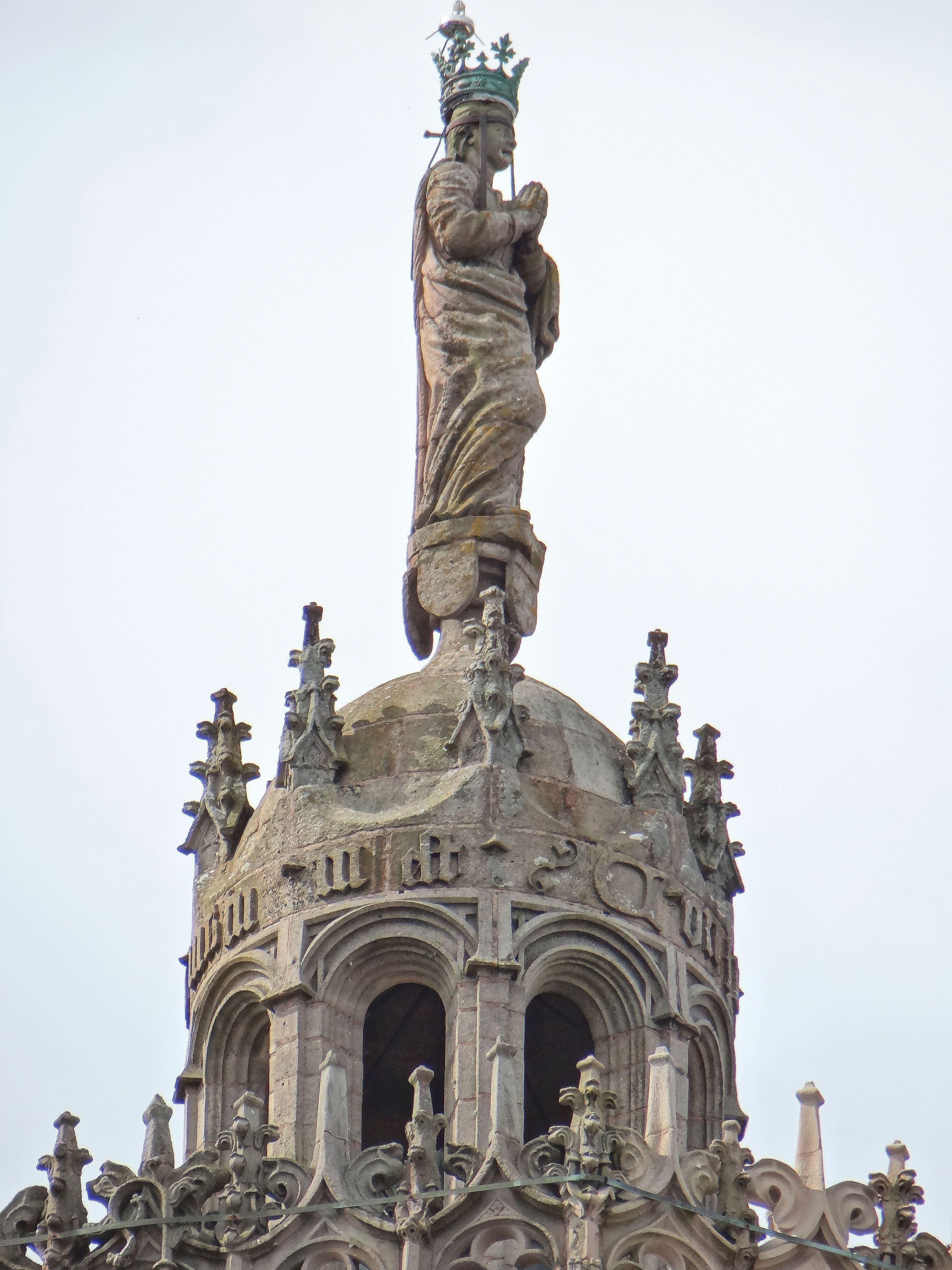
Clocher : lanterne et statue de la Vierge.

Antoine Salvanh a remplacé Bernard Anthony comme maître d'œuvre de la cathédrale. Il a modifié le dessin des élévations de la nef en introduisant d'une façon plus marquée le gothique flamboyant à la place du gothique rayonnant méridional, tout en conservant le plan général. Il a donné le plan de la rose occidentale. Il s'est probablement inspiré des nouvelles constructions gothiques flamboyantes du Nord de la France, en particulier de la façade de la cathédrale de Rouen.
Les chapelles des premières travées de la nef ont été construites entre 1520 et 1540.

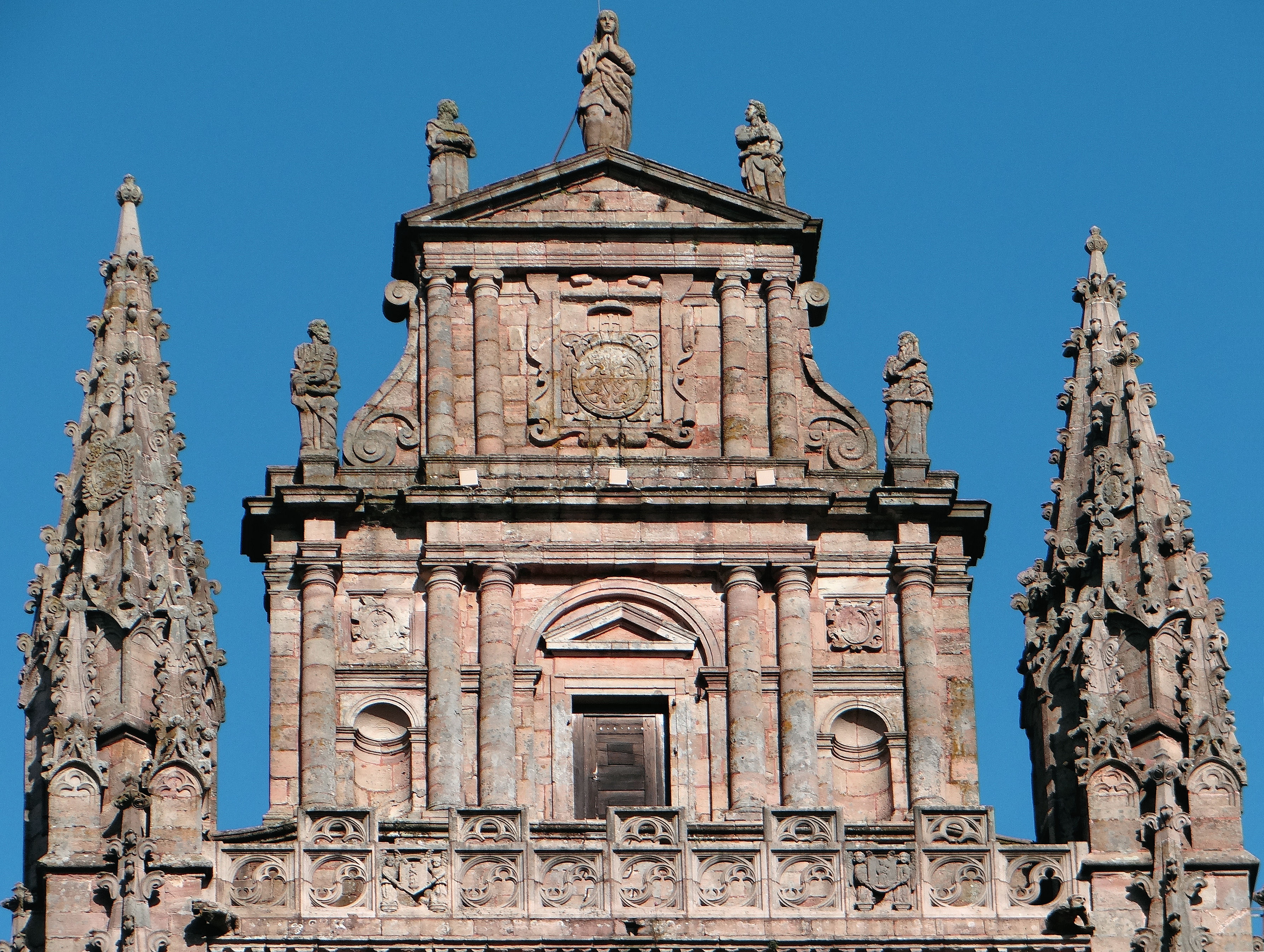
Façade à la romaine surplombant la façade occidentale attribuée à Guillaume Philandrier et réalisée par Jean Salvanh avec les pinacles.

On trouve en 1534 un marché pour la couverture des chapelles. En 1538, un marché est passé avec Pierre Planhard pour couvrir à la mode françoise les parties récemment achevées de la nef. Les grandes voûtes des quatre premières travées de la nef peuvent alors être construites. On trouve la date de 1542 sur l'intrados de la quatrième voûte avec les armes de Georges d'Armagnac. 265 ans ont été nécessaires pour achever la construction de la cathédrale.
La façade occidentale a été surmontée d'une façade miniature d'église « à la romaine » dont le dessin a été fait par Guillaume Philandrier, ami de Georges d'Armagnac, chanoine de la cathédrale depuis 1554, et qui a été réalisé par Jean Salvanh, architecte, fils d'Antoine, vers 1554.
Jean Salvanh a construit les pinacles qui encadrent la façade sous l'épiscopat de Jacques de Corneillan, entre 1562 et 1580, et le sommet du clocher sud qui est resté inachevé.

### La cathédrale duXVIIeauXXesiècle

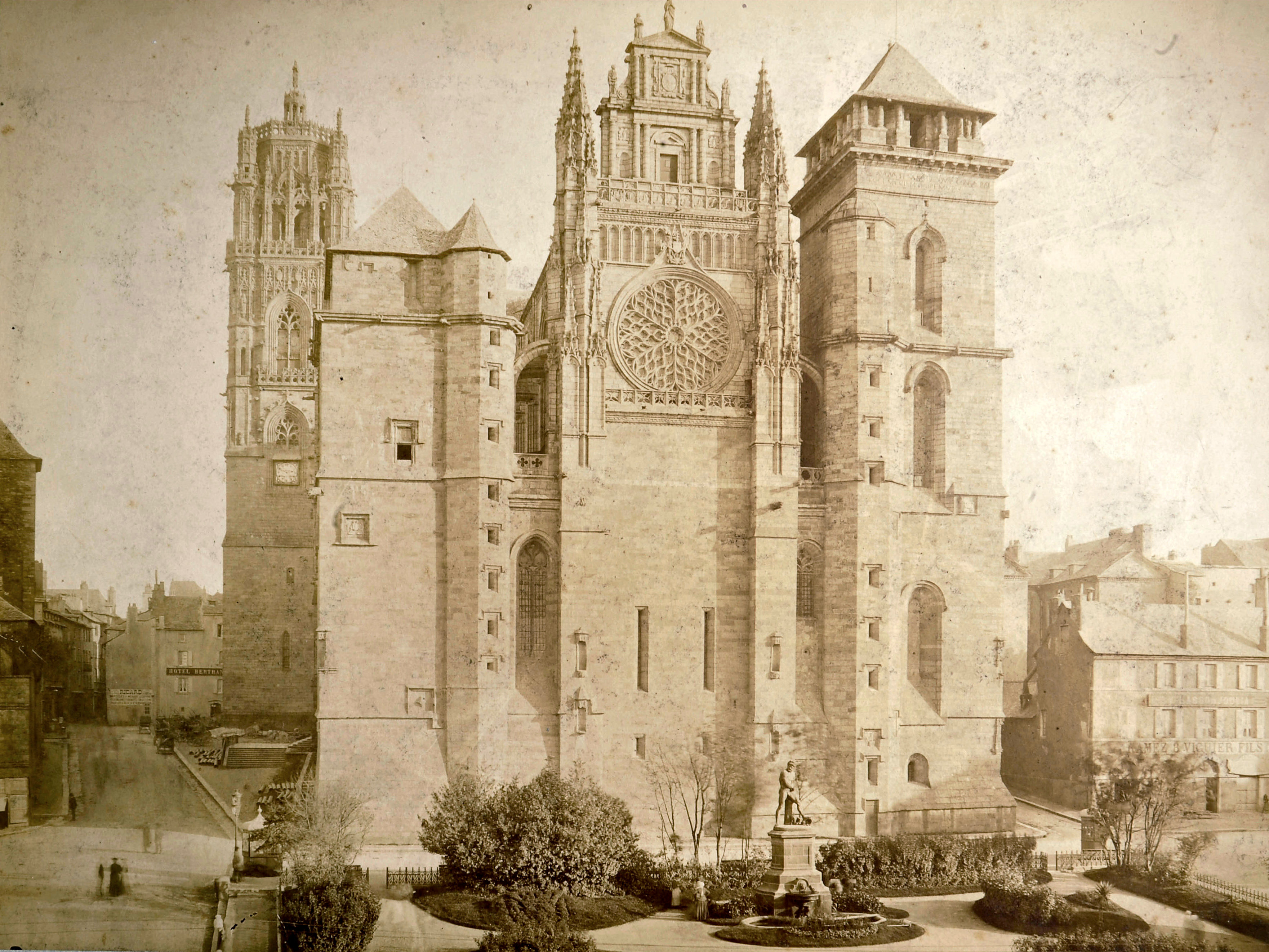
Cathédrale et place d'Armes en 1885.

Au XVIIe et XVIIIe siècles, les comptes de la fabrique montrent qu'on s'intéresse aux travaux d'entretien, en particulier, on combat les infiltrations d'eau sur les couvertures en terrasse des chapelles.
Entre 1608 et 1611, on refait les charpentes et la couverture du chœur et de la nef. En 1626 et 1628, c'est le tour des croisillons sud et nord du transept. En 1687, c'est le vieux pavé qui est refait à neuf.
Avec la Révolution arrivent les dégradations dues au vandalisme. En septembre 1793, le mobilier en laiton du chœur est enlevé, le tombeau de Raymond de Calmont est martelé.
Au début de 1794, on projette de démolir le clocher, mais les Montagnards de la Société populaire de Rodez font ajourner cette démolition en proposant de remplacer les évangélistes par des statues de Lepeletier, Marat, Bayle et Chalier et une statue de la Liberté à la place de celle de la Vierge. Mais les sculptures des portails et des retables furent martelées.
Entretemps, la cathédrale a servi de point de repère pour la mesure du méridien de Paris par Delambre et Méchain. Temple de la Raison, lieu d'exercice du bataillon des volontaires de la Charente, la cathédrale redevient lieu de culte catholique constitutionnel le 12 juin 1795. Entre-temps, le 2 février 1795, son trésor avait été envoyé à la Monnaie de Paris.
Le concordat de 1801 rend l'édifice au culte catholique. Rodez ne redevient siège d'un évêché qu'en 1823. Avec l'installation d'un évêque et d'un chapitre à Rodez, furent entrepris des travaux de réparations et de réaménagements qui finirent de faire disparaître tout ce qui avait été épargné par la Révolution dans les aménagements anciens de la cathédrale.
Dès sa nomination en 1821 comme architecte départemental et en 1823 comme architecte diocésain, Étienne-Joseph Boissonnade va faire des devis pour entreprendre la restauration de la cathédrale. Dès 1821, il intervient sur la charpente et des travaux extérieurs avec des purges, des rejointements et des ragréages, ainsi que sur le clocher. Il a aussi dégagé le chevet des maisons qui se trouvaient contre. À l'intérieur de la cathédrale, il a rehaussé le sol de la nef et des chapelles. Il est aussi intervenu pour la restauration des éléments sculptés. Après 1858, il a entrepris de dégager le chevet pour limiter les effets de l'humidité dans la cathédrale. Les clôtures du chœur sont déplacées ou détruites et remplacées par des grilles.

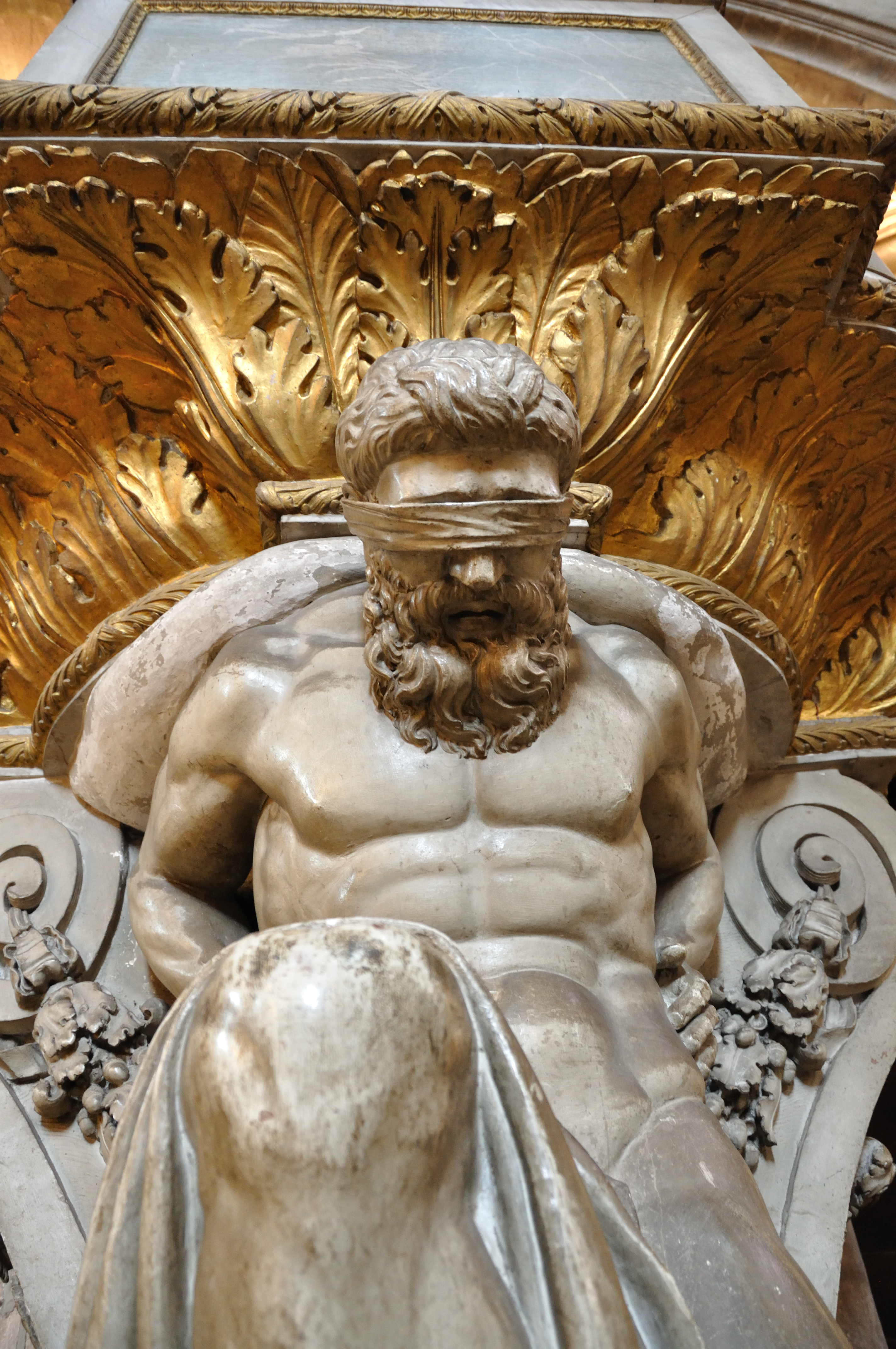
Atlante soutenant la chaire de la cathédrale.

En 1836, le maître-autel datant de François d'Estaing est remplacé par un autre de style Louis-Philippe et on place sous la chaire à prêcher une allégorie de marbre et de plâtre représentant la Foi écrasant l'Hérésie. Jean-Baptiste Vanginot est architecte diocésain de Rodez de 1862 à 1877. Le jubé est épargné mais démonté en 1872 et placé contre le revers de la façade sud du transept. Louis-Clémentin Bruyerre est architecte diocésain de Rodez de 1877 à 1883.
La cathédrale est fondée sur le rocher et n'a donc pas de problème de stabilité. De plus ayant profité du savoir accumulé pendant la construction des églises septentrionales, les problèmes posées par l'équilibre des poussées des voûtes ont parfaitement été pris en compte par les concepteurs de la cathédrale. Les travaux de restauration ont été effectués :
- dans les années 1950, dans les parties supérieures du campanile du clocher ;
- dans les années 1960, l'étanchéité des terrasses et la mise hors d'eau du déambulatoire et des chapelles ;
- de 1978 à 1982, la rose occidentale, la façade « à la romaine » de la façade occidentale et les pinacles ; pendant le même temps le déambulatoire est entièrement nettoyé, puis suivent d'importants travaux de restauration du clocher ;
- de 1988 à 1994 pour reprendre les surfaces dégradées des pierres, en particulier des parties sculptées, et la remise en plomb des verrières hautes du chœur[16].

## Architecture
Sans souci d'unité architecturale, Georges d'Armagnac a fait couronner le sommet de la façade fortifiée de la cathédrale gothique par le modèle réduit d'une façade d'église italienne avec porte, colonnade et un frontispice classique (fronton et consoles à spirale) dessiné en 1562 par Guillaume Philandrier.
Le chœur, le transept et la nef sont recouverts d'une toiture d'ardoises de pays sur une charpente très haute et à forte pente. Les bas-côtés et les chapelles latérales sont couverts de terrasses dallées en grès. En raison de leur faible pente, ces terrasses ont reçu le nom local de planètes.

### Dimensions
- Longueur dans l'œuvre : 101,57 m ;
- Largeur du transept dans l'œuvre : 36,89 m ;
- Hauteur de la nef : 30 m ;
- Hauteur du clocher : 87 m.

### Aménagements des chapelles latérales
Le marchand Georges Vigouroux a fait aménager une chapelle dans laquelle il a placé un groupe sculpté par Pierre Viguier représentant l'Annonciation. L'original de ce groupe est réputé se trouver à l'église fortifiée d'Inières depuis le XIXe siècle. Une copie a été placée dans la chapelle adjacente au portail sud du transept, côté est. Le moulage est un retable en pierre polychrome, mais dont seuls les éléments supérieurs représentant Dieu le Père sont authentiques. Le retable représente Marie avec l'ange Gabriel.
Dans la chapelle du Saint-Sépulcre, la troisième chapelle sud de la nef, côté sud, on trouve un ensemble sculpté représentant une mise au tombeau offerte par le chanoine Galhard Roux, en 1523.
La chapelle de la quatrième travée de la nef, côté sud, est ornée par un retable représentant le Christ au Jardin des Oliviers, placé dans une niche flamboyante, offert par le chanoine Hélyon Jouffroy.
Les deux premières travées de la nef ont été utilisées pour le service paroissial. L'autel avait été édifié au fond de la première chapelle, côté sud. Au milieu du XVIe siècle, cet espace étant devenu trop exigu, une vaste tribune est construite sous la rose occidentale et qui occupe la première travée du collatéral nord et la chapelle adjacente. Le dessin de la tribune de la chapelle du Saint-Soulier, à droite du chœur, est attribué à Guillaume Philandrier, et a été réalisé autour de 1554.

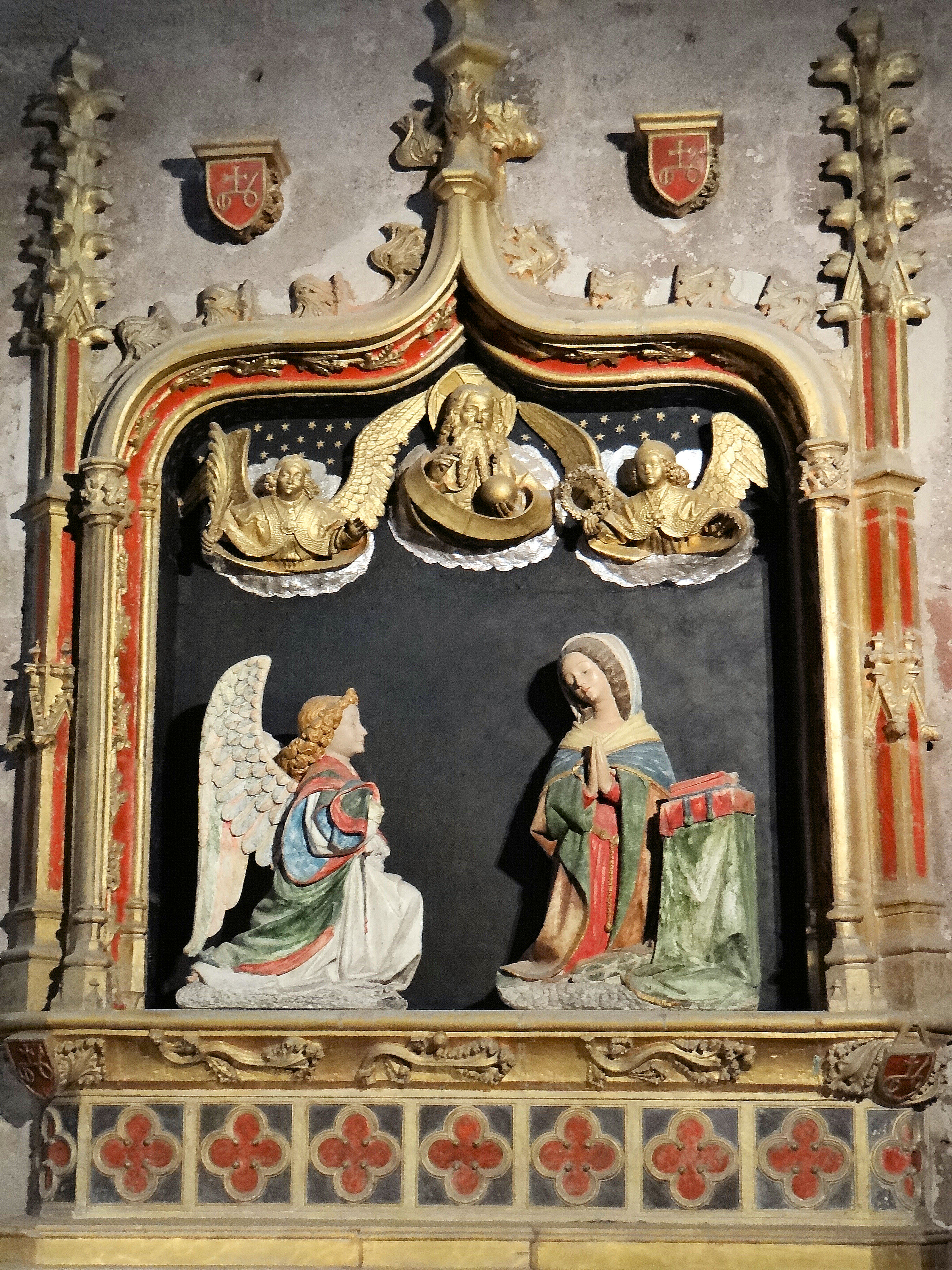
Copie de l'Annonciation offerte par Georges Vigouroux.
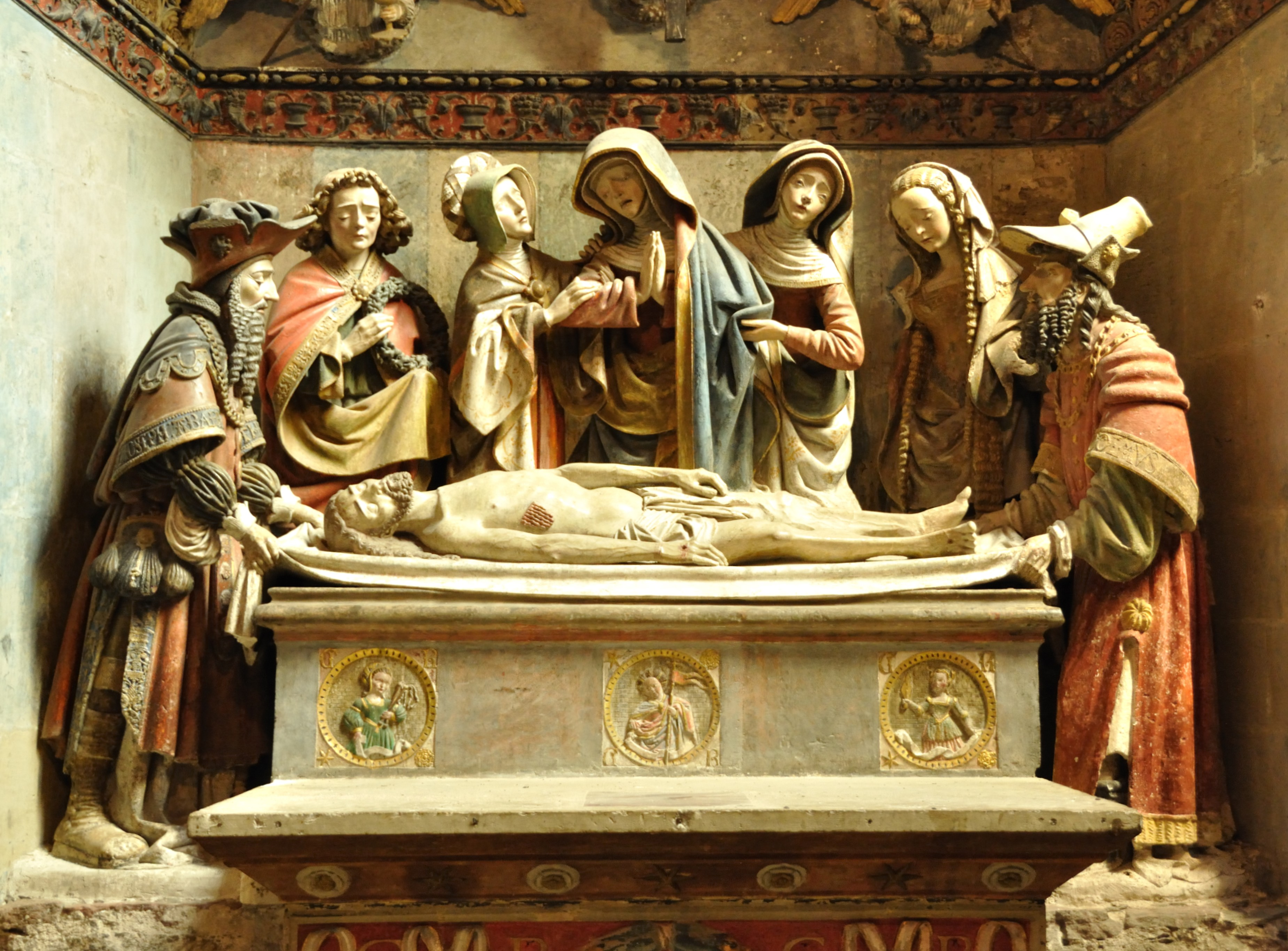
Mise au tombeau de 1523.
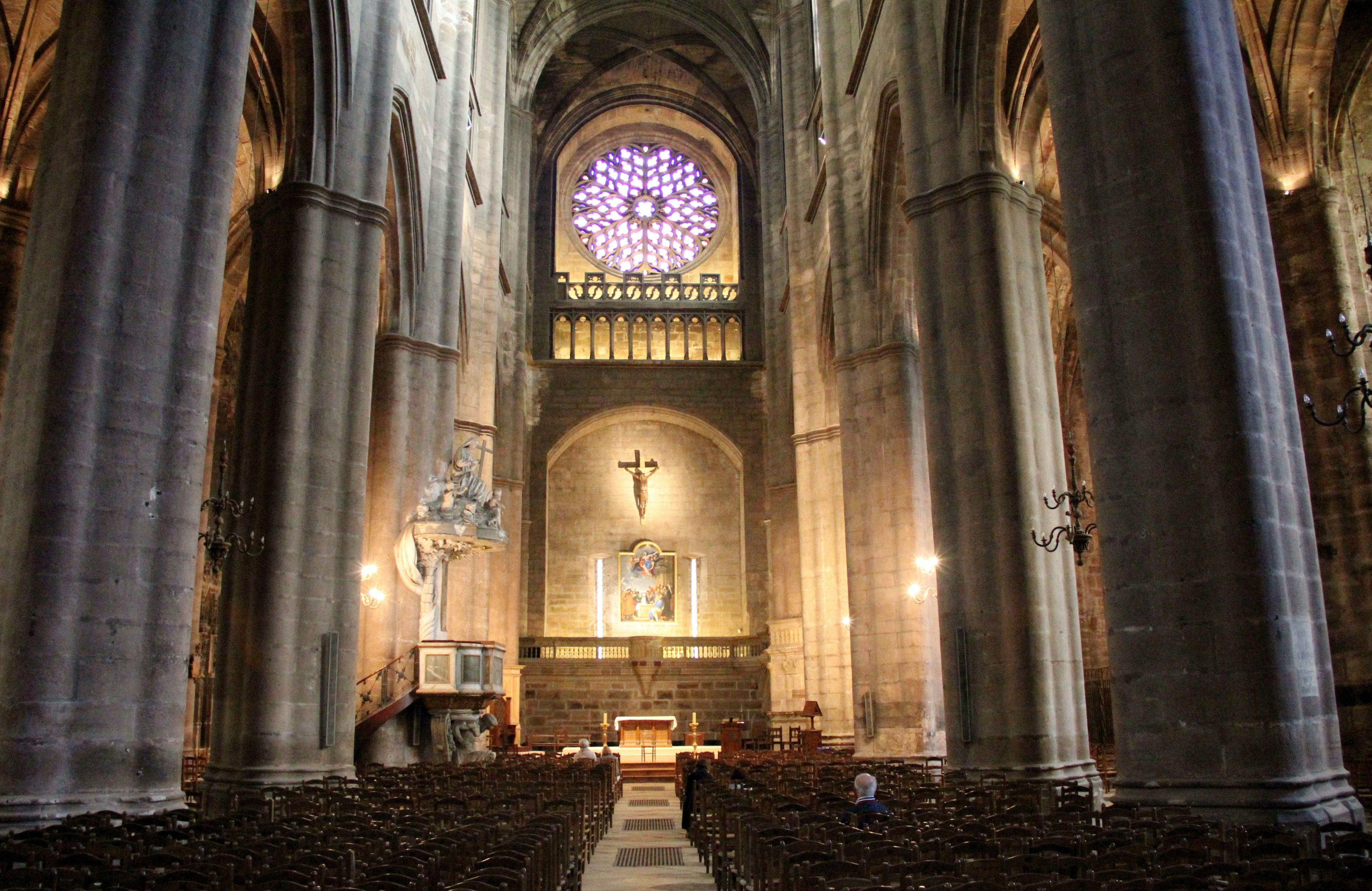
La tribune du chœur de la paroisse, le maître autel, la chaire et la rose occidentale.
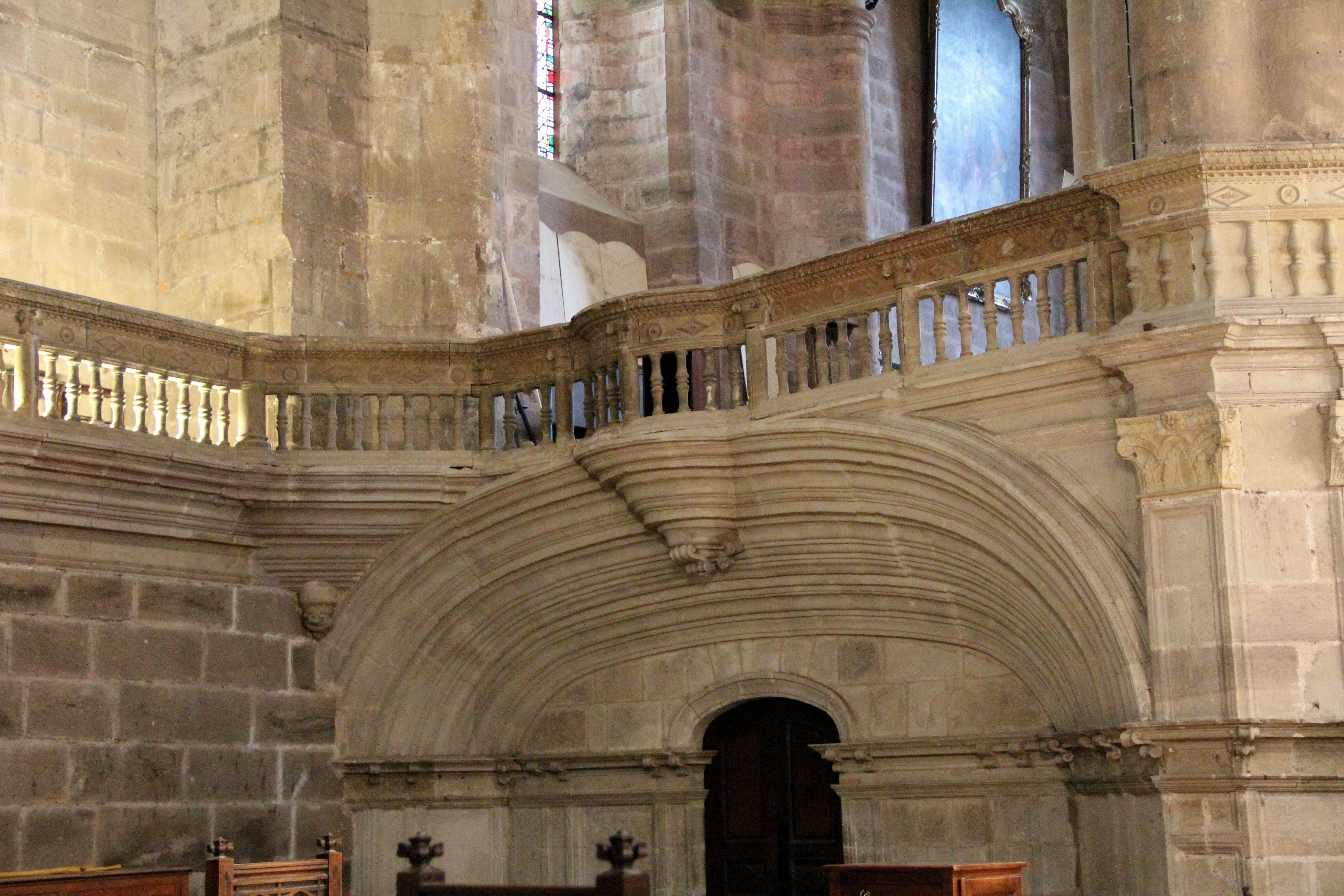
Tribune de la chapelle du Saint-Soulier ou tribune Philandrier.
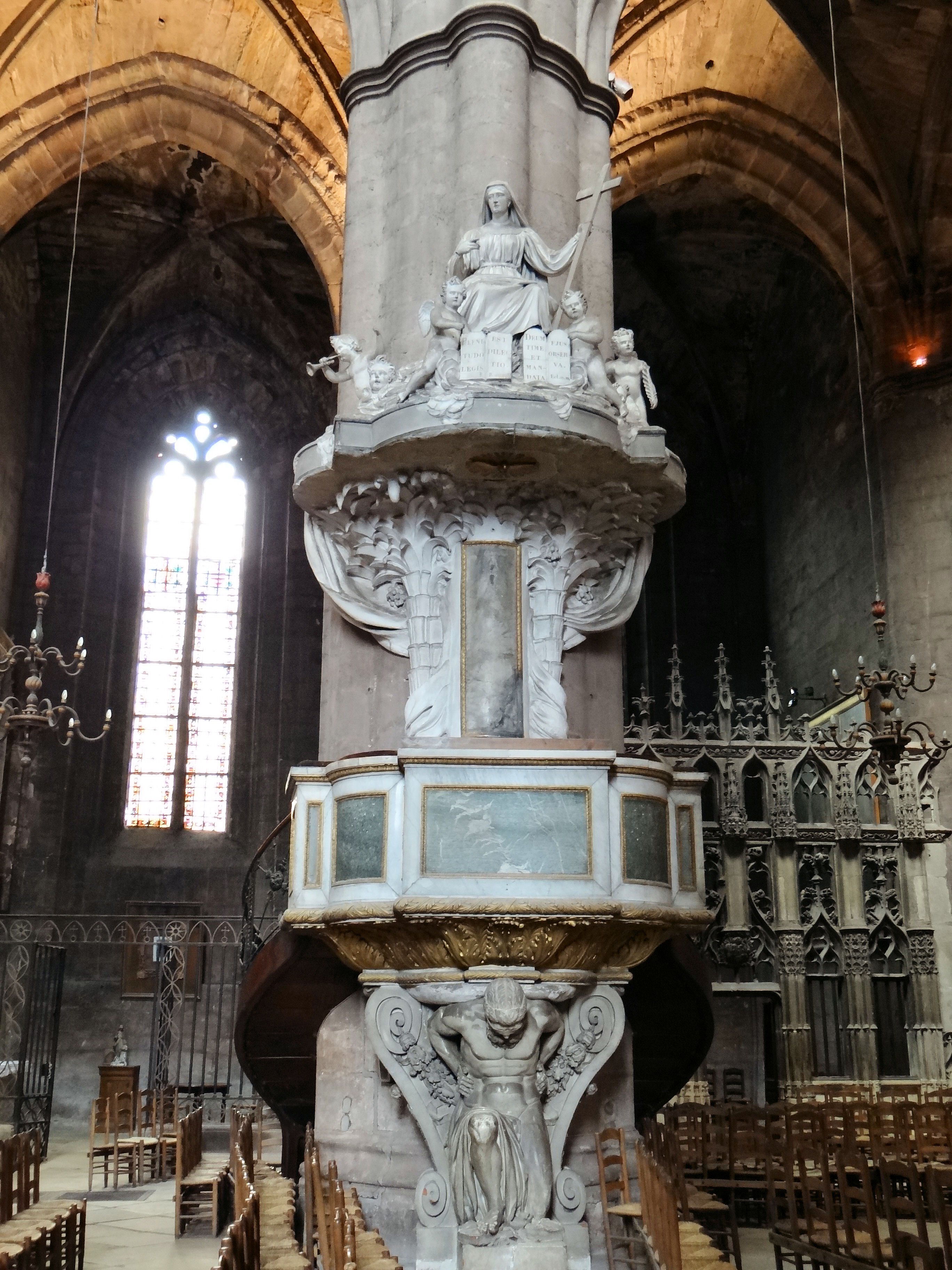
Chaire du chœur paroissial.

### Décor des chapelles rayonnantes

#### Mobilier sculpté
Plusieurs monuments funéraires se trouvent dans les chapelles, datant du XIIIe et XIVe siècles.
Des tombeaux à épitaphes du chanoine Brenguier d'Arpajon (mort avant 1325), de Jean de La Baccalerie (mort avant 1330), de Guiral de Montal (mort en 1318), ou d'Hector de Tourène (mort en 1338), des tombaux-coffres des évêques Gilbert de Cantobe, Raymond d'Aigrefeuilhe, des chanoines Jean de Via et Galhard de Cardalhac (mort en 1359).
Deux sarcophages en marbre provenant du cimetière de l'église Saint-Amans ont été placés dans les premières travées du déambulatoire.

#### Peintures murales
Des peintures murales du XIVe siècle ont été découvertes récemment, dans la chapelle axiale ou chapelle Cantorbe, pour l'évêque Gilbert de Cantorbe (1339-1349), la chapelle de Tous-les-Saints et la chapelle Sainte-Agnès. Les peintures des voûtes de la chapelle de Cantorbe ont été réalisées à la demande de Gilbert de Cantorbe. Celles de la chapelle de Tous les Saints sont contemporaines d'une fondation faite en 1341 par le chanoine chantre Izarn de Cuzel.
En 1978 a été découvert sur le mur de clôture du chœur, côté déambulatoire et face à la chapelle de Tous-les-Saints, un cycle de peintures à la détrempe sur la Vie de saint Éloi. Les limites de la datation peut être fixée par la présence de lion, symbole héraldique de la maison d'Armagnac, comtes de Rodez jusqu'en 1473, et le fait que la travée du chœur où se trouvent ces peintures ait été réalisée à partir de 1449.

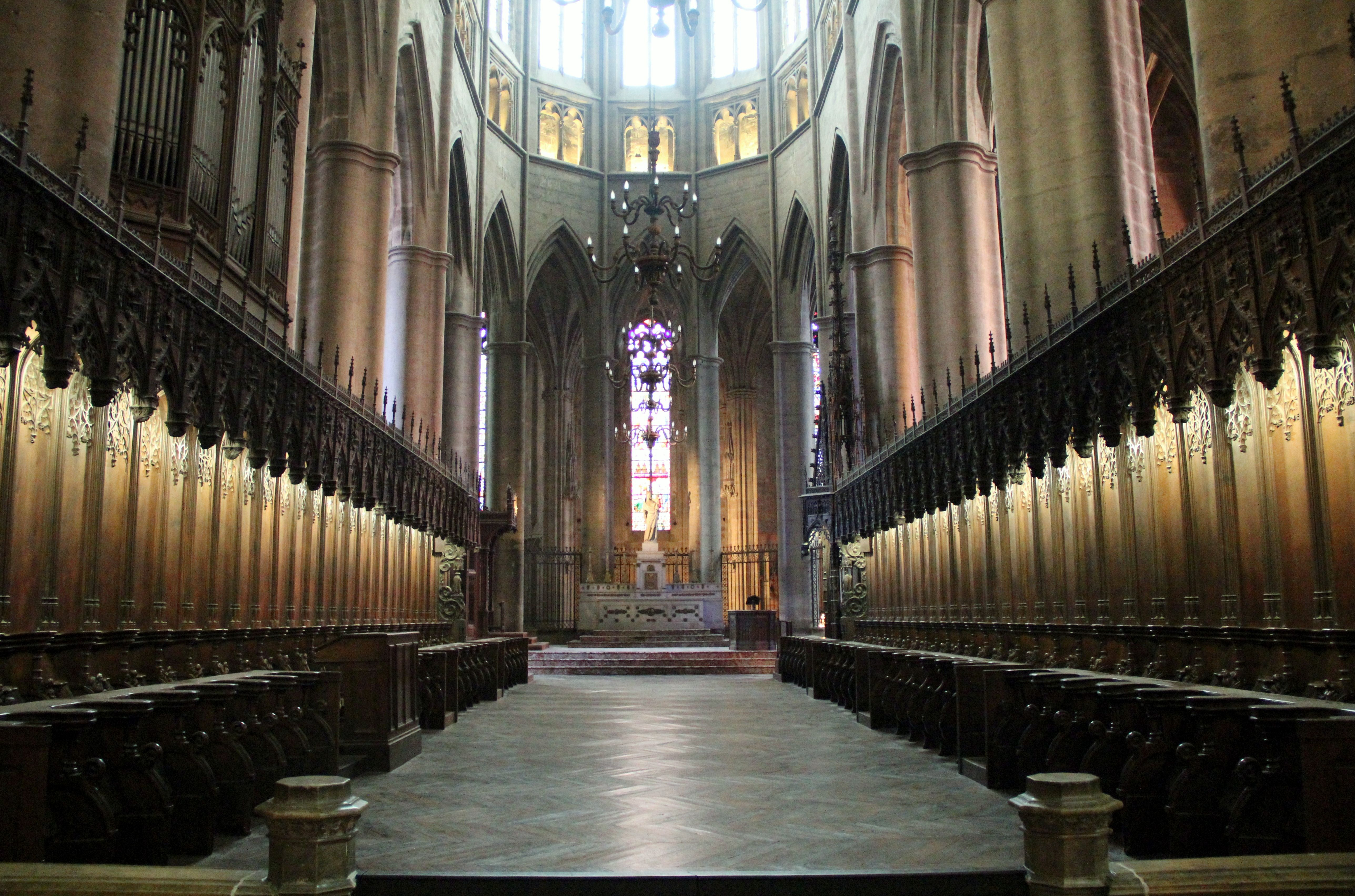
Stalles du chœur du XVIIIe.
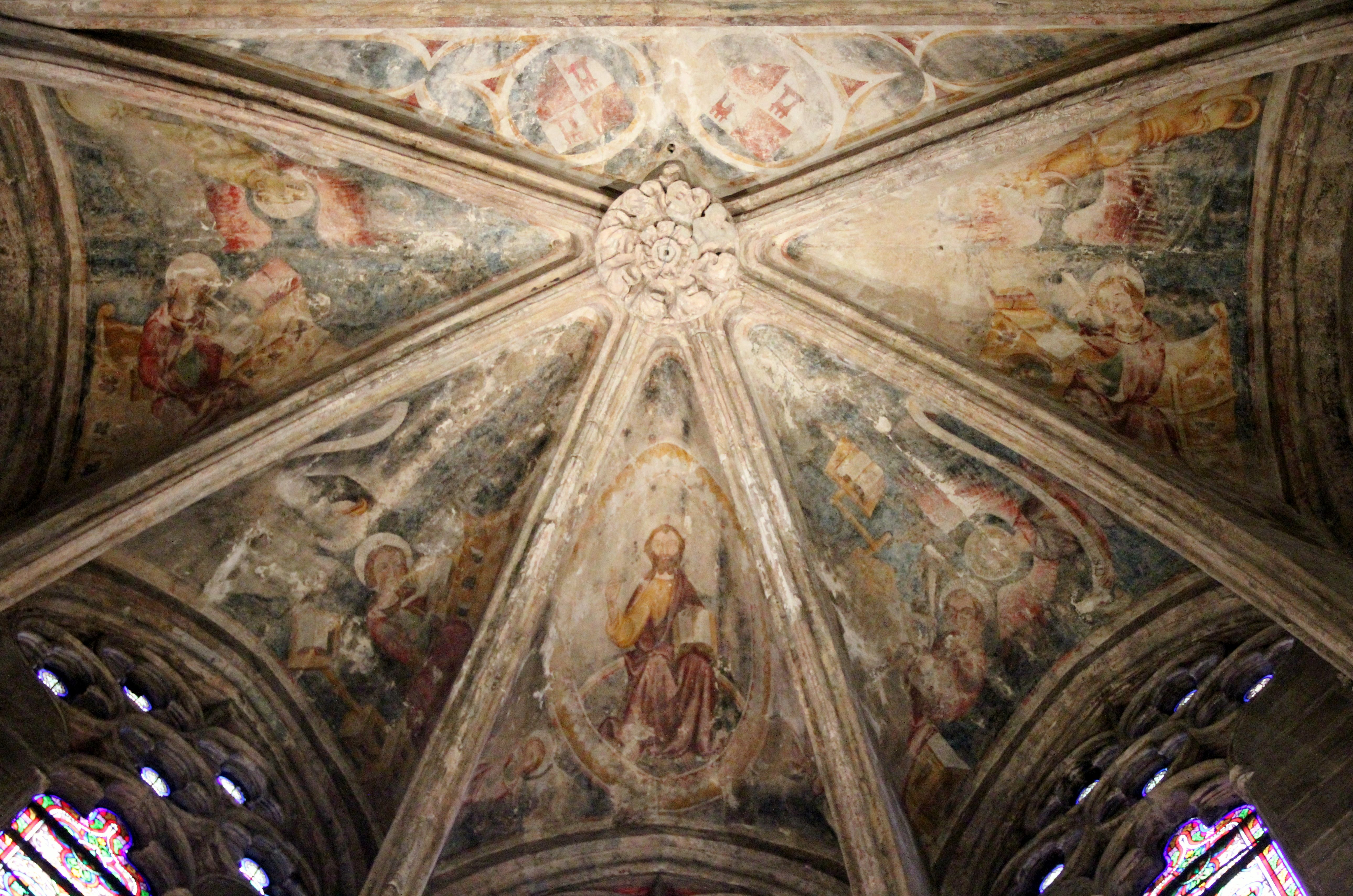
Fresque du Christ tétramorphe de la chapelle rayonnante axiale.
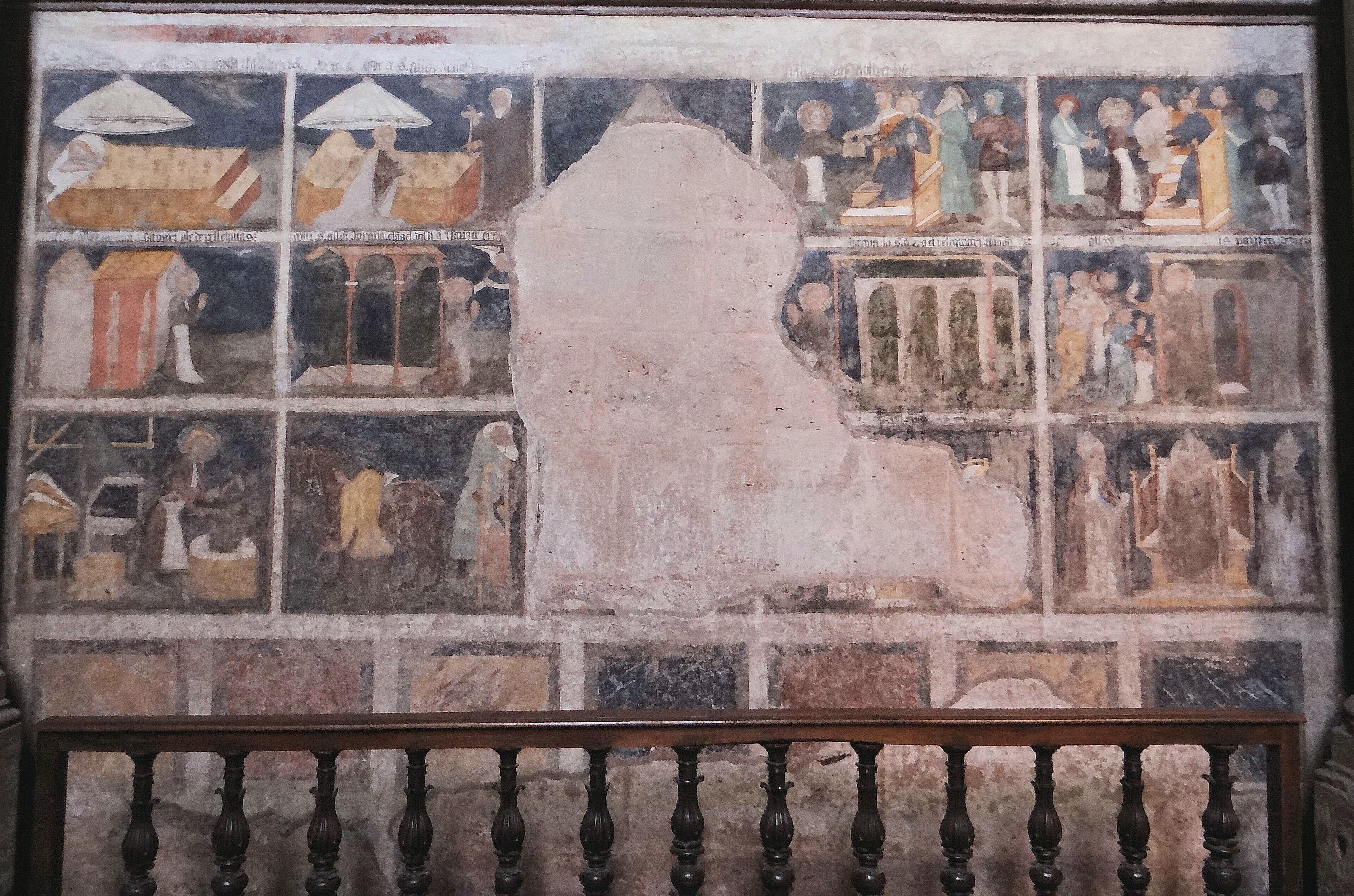
Fresque Vie de saint Éloi.
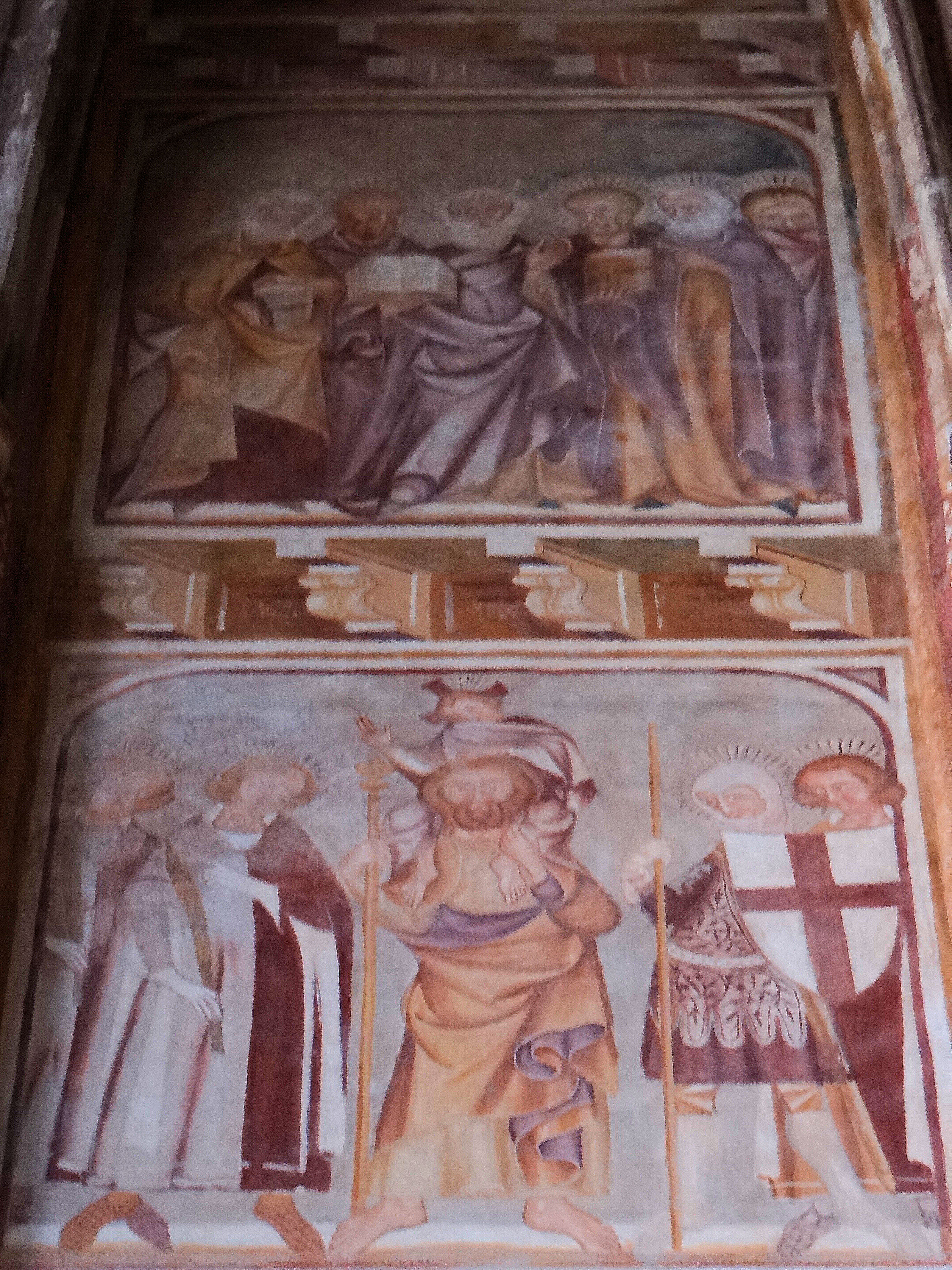
Chapelle de Tous les Saints : saint Christophe portant l'Enfant Jésus et saint Georges.
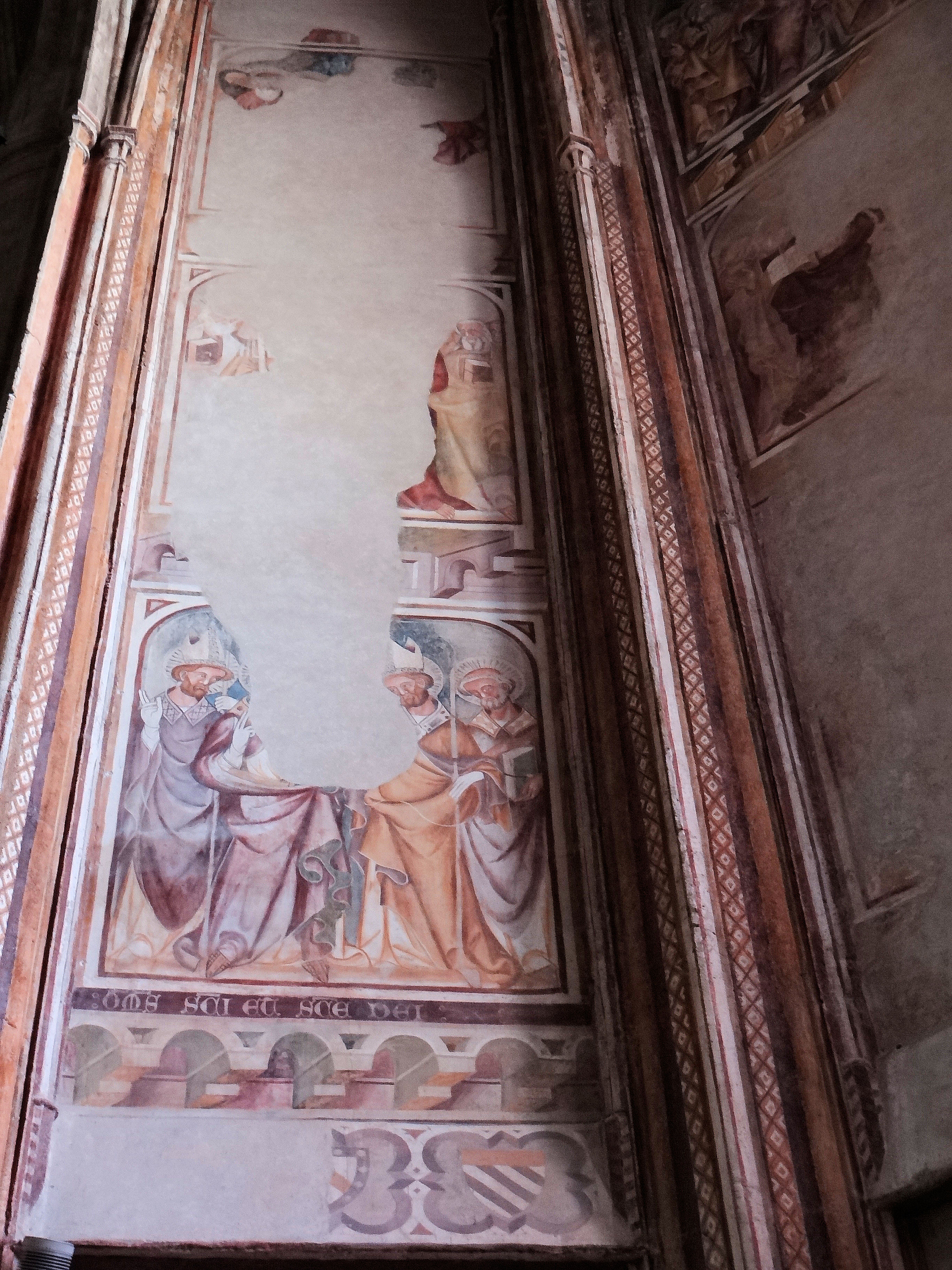
Chapelle de Tous les Saints : saint évêque bénissant.

### Aménagements du chœur
Dès que le chœur a pu être utilisé, des aménagements y ont été faits. En 1463, l'évêque Guillaume de La Tour commande un retable d'orfèvrerie pour le maître-autel.
Le 9 mai 1478, l'évêque et le chapitre commandent de nouvelles stalles pour le chœur à André Sulpice, menuisier venant de Marvejols et originaire de Bourges La quittance est donnée par son fils en 1490.
Un jubé fermait le chœur. Les historiens supposaient qu'il avait été réalisé en 1478, mais la présence répétée des armes de l'évêque Bertrand de Chalençon laisse à penser qu'il a été réalisé ultérieurement, peut-être vers 1490, suivant un dessin de l'architecte Guillaume Salvanh, et non par les sculpteurs du bras sud du transept. La tombe de l'évêque était placée sous l'arcade centrale. Le jubé a été déplacé en 1872-1873 contre le revers du bras sud du transept.
Au début du XVIe siècle, quelques années avant son décès (1529), guère avant le passage de François Ier à Rodez (1535), l’évêque François d'Estaing lance un profond remaniement du sanctuaire (partie du chœur recevant le maître-autel) et modernise notamment son décor en privilégiant bien-entendu le style Renaissance.
Entre les anciens autels Saint-Martial et Saint-Jacques, un peu en arrière, il fait remplacer la table d’autel en marbre de l’évêque Deusdedit (de nos jours appendue dans la chapelle rayonnante axiale) par un nouveau maître-autel avec une table en pierre et une garniture constituée de six colonnes-candélabres en laiton, une poutre de gloire en bronze portant dix-huit chandeliers et un lutrin en bronze aussi orné de deux lions adossés ; désirant être inhumé en cet endroit il fait ajouter à proximité des autels une plate-tombe avec dalle affleurante en bronze et juste à sa gauche un orant à son effigie. Tous ces objets mobiliers ont été détruits à la Révolution.
Il fait également ériger de nouveaux éléments de clôture en pierre taillée de style Renaissance : un majestueux portique d’entrée, surmonté d’un chauffoir, pour la sacristie du chapitre, encore présent aujourd’hui, et pour limiter sur les côtés l’accès au sanctuaire (à l’emplacement des deux grandes grilles actuelles) deux portes monumentales assez semblables (terminées deux ans après sa mort en 1531) dont la majeure partie d'une seule subsiste mais transférée en 1825 juste en face à l’entrée de la chapelle de la Réconciliation, dite aussi St.-Raphaël. Ces deux portes étaient complétées au niveau du rond-point du sanctuaire par des panneaux ajourés en bois sculpté et doré fermant les baies entre les piliers mais qui ont disparu.
Il ne conserve donc du décor précédent de style gothique flamboyant que le jubé, érigé vers 1490, clôturant occidentalement le chœur, aujourd’hui remonté, depuis 1825, dans le transept sud devant le tambour d’entrée. Subsiste également de l’ancien décor gothique, un élément de clôture, provenant soit du sanctuaire soit de la sacristie du chapitre, remployé par le chanoine Gailhard Roux, contemporain de François d’Estaing, pour clore sa chapelle dite aussi du Saint-Sépulcre.

### Vitraux
Les premiers vitraux des fenêtres hautes du chœur ont été posés dans les années 1460.
En 2002, la conservation régionale des monuments historiques désira donner à l'édifice des vitraux dignes de son architecture. Un concours est lancé pour la réalisation de sept vitraux du chœur sur un programme iconographique à développer sur un mode figuratif. Le 5 février 2003, le jury choisit le projet présenté par Stéphane Belzère. L'artiste présente son projet comme un flux de lumière et de vie qui vient irriguer les chapelles. Les premières esquisses des vitraux sont présentées par l'artiste le 6 avril 2004. Le 13 mai 2004, la commission d'appel d'offres choisit les Ateliers Duchemin pour la réalisation. Le chantier a été terminé en novembre 2006.L'opération a coûté 560 000 euros TTC,. Thèmes des vitraux :
- Côté sud :
  - l'arbre de Jessé ou la Terre,
  - tous les saints ou l'Air, le ciel (chapelle de Tous-les-Saints),
  - la chute des anges ou le Feu,
  - la Genèse ou l'Eau.
- Côté nord :
  - sainte Agnès et saint Blaise, saint Amans et saint Martial, et les prophètes Isaïe et Jérémie (chapelle Sainte-Agnès, quatrième chapelle du chœur),
  - la Résurrection et la Transfiguration (deuxième chapelle du chœur),
  - les sacrements (chapelle Saint-Michel, première chapelle du chœur).

En 2016, un vitrail sur le thème de saint Vincent de Paul fut réalisé par le verrier Sébastien Lefèvre.
(composition de losanges et de 4 fermaillets en peinture sur verre historique datant de 1872 réalisé par le peintre Thevenot, verrier ruthenois).

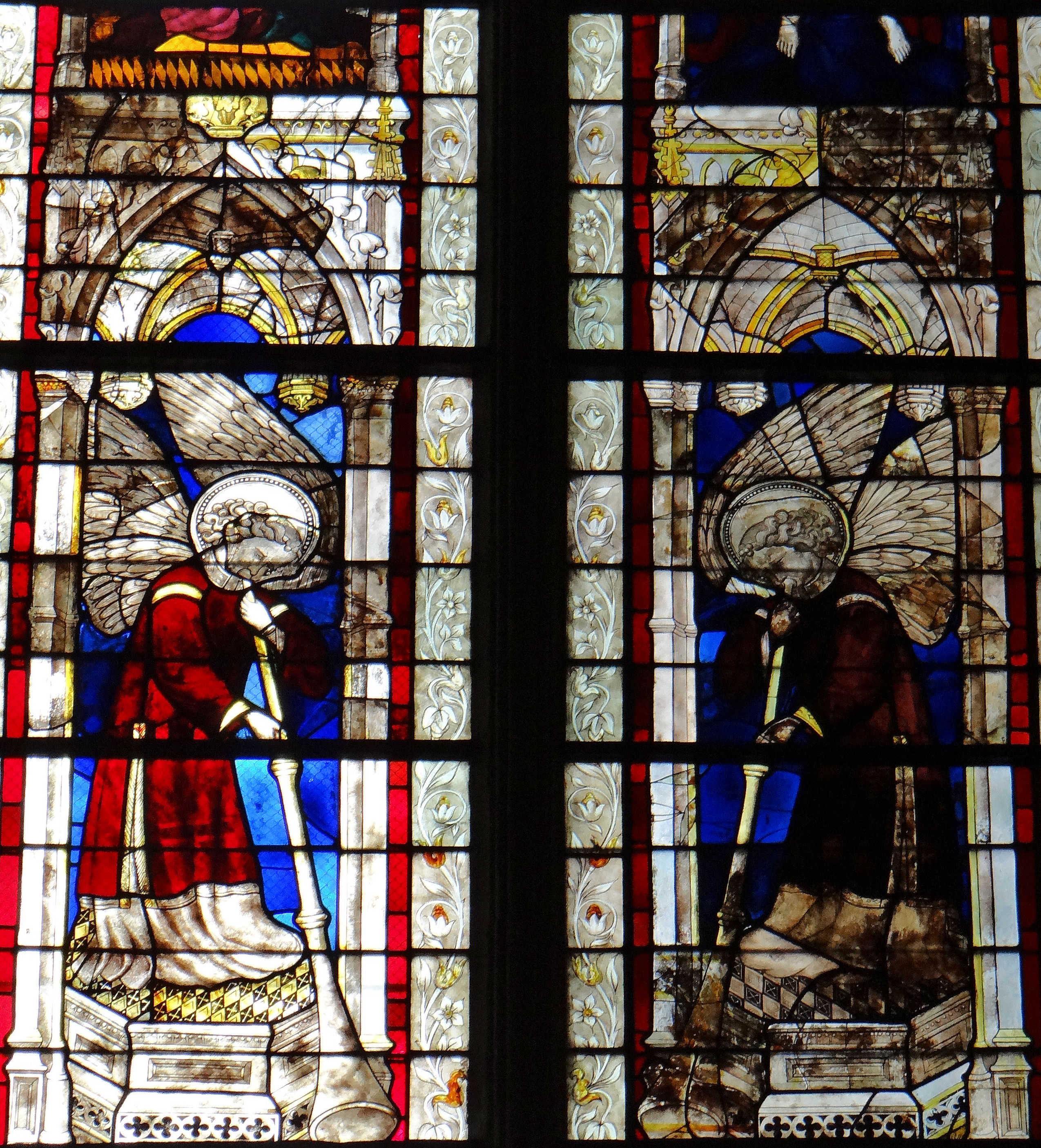
Vitrail d'une chapelle.
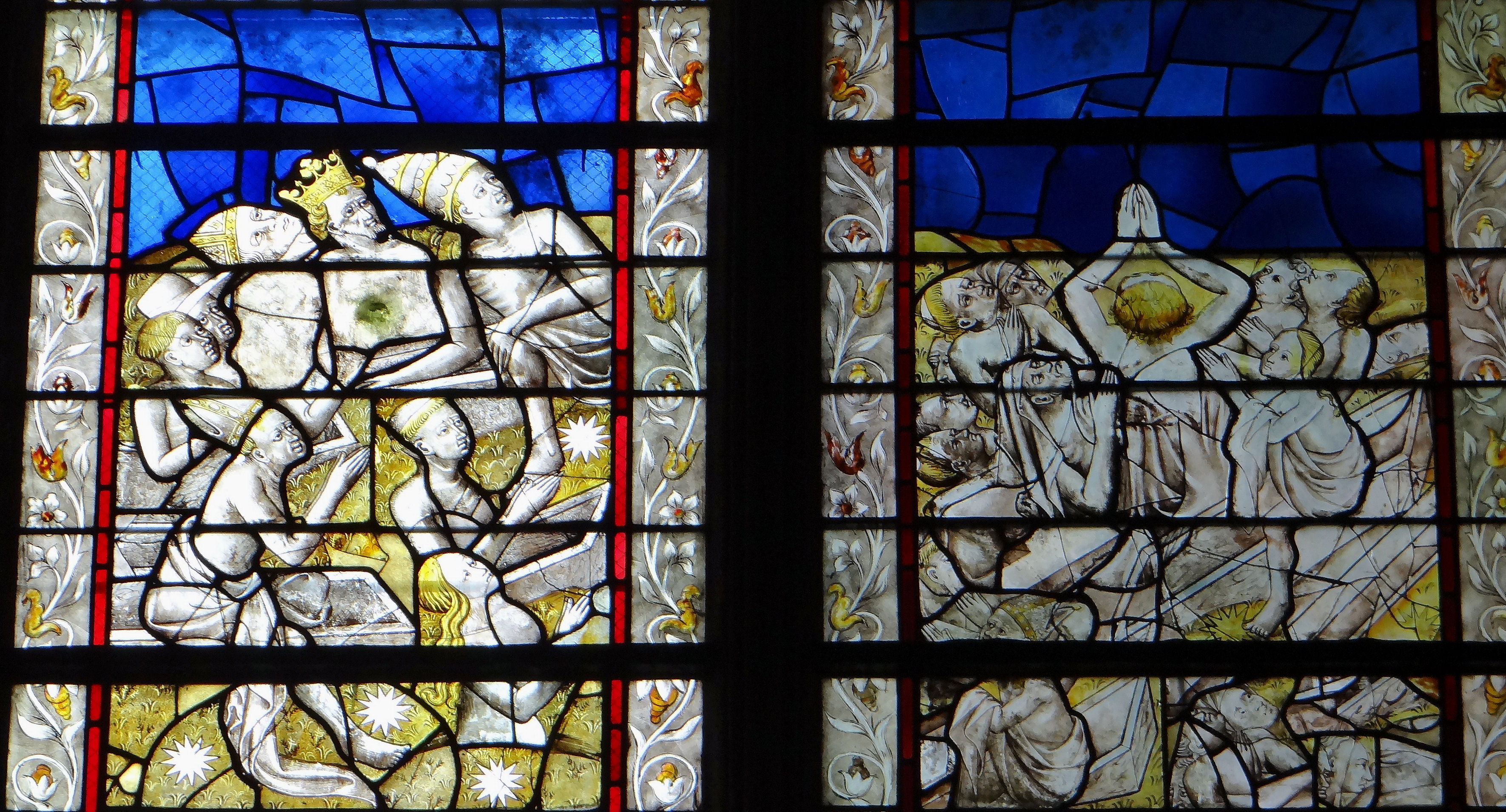
Vitrail d'une chapelle.
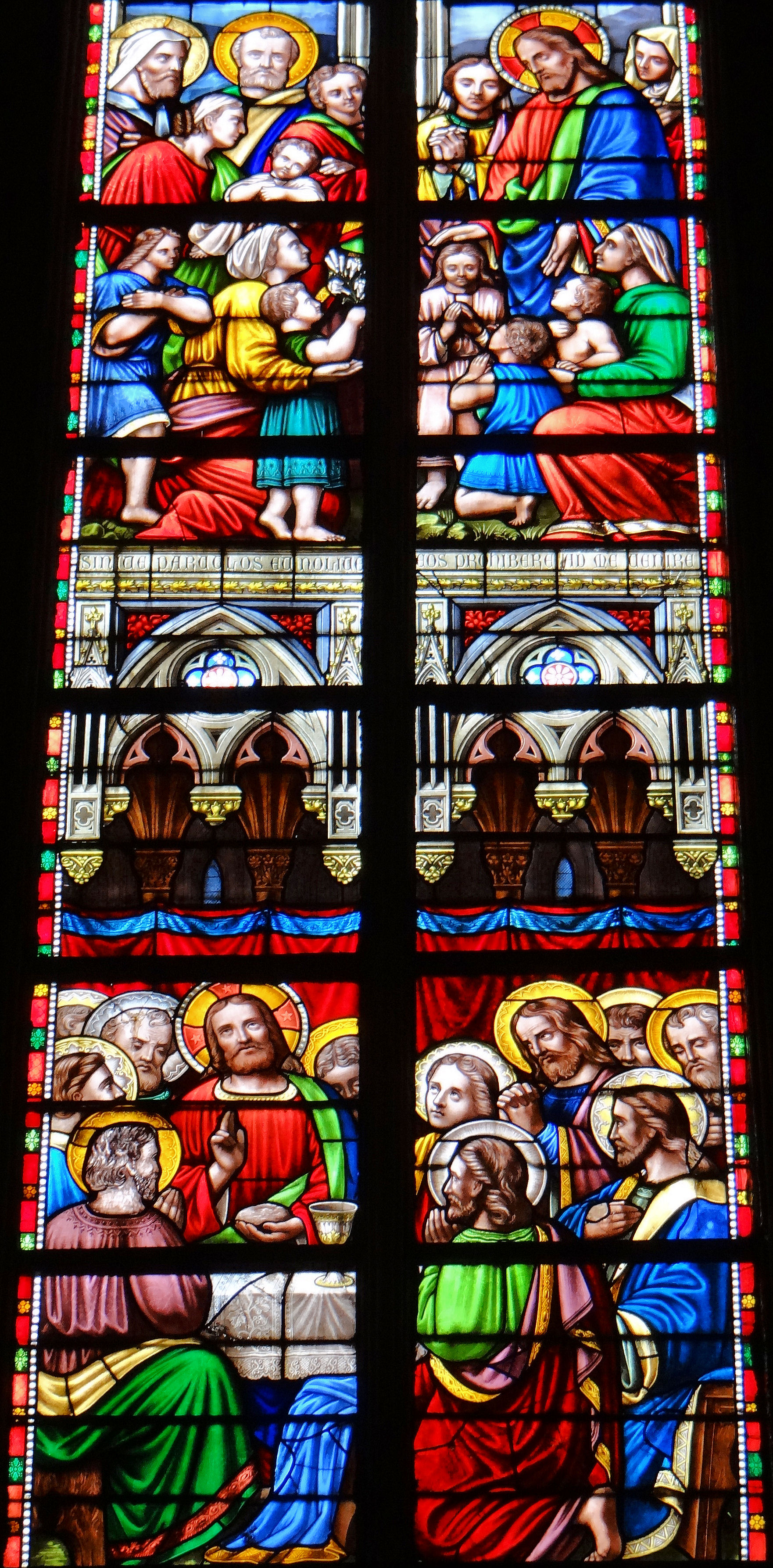
Vitrail du XIXe siècle.
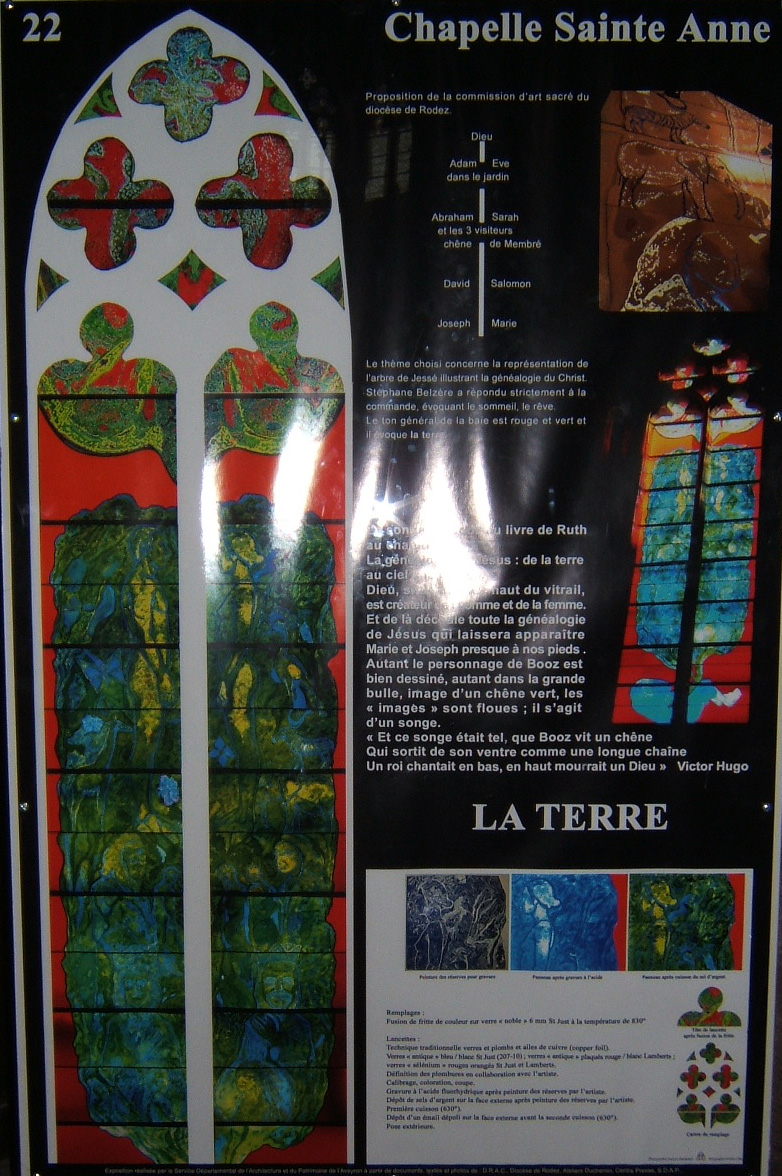
Sa fiche explicative.

### Orgue

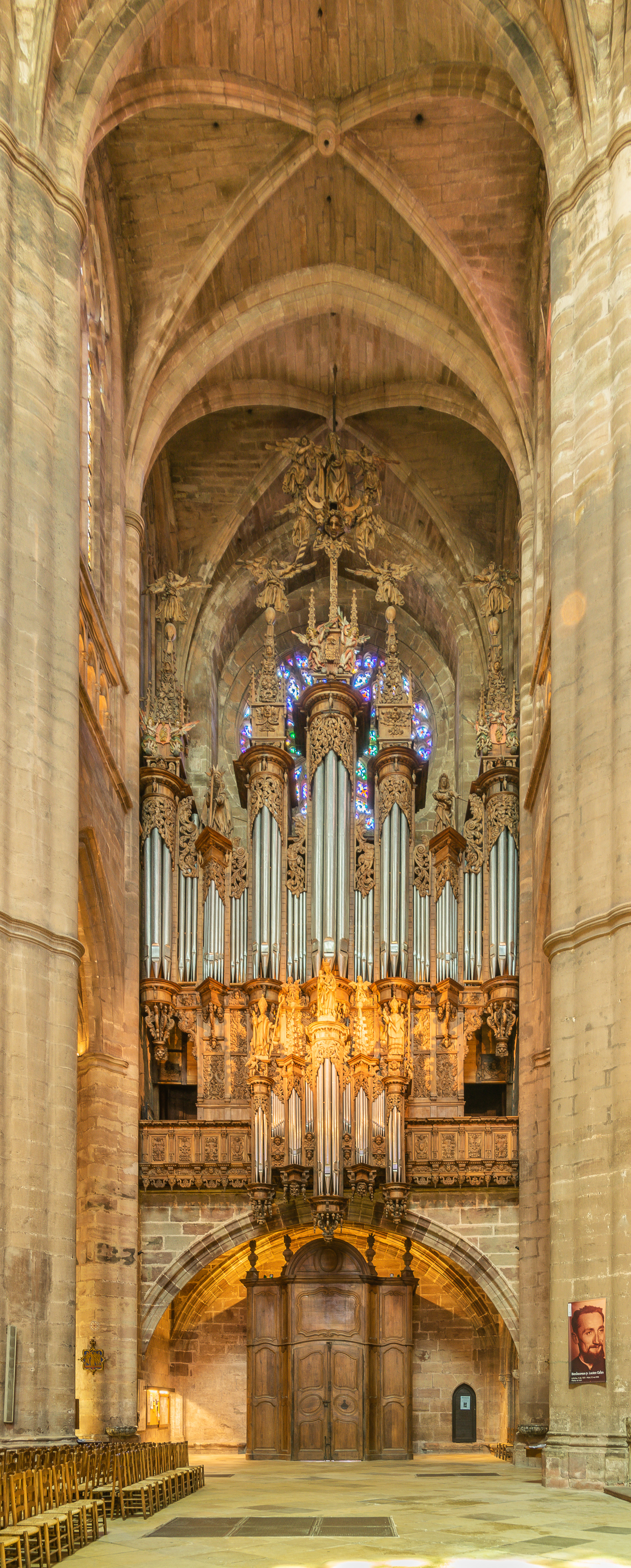
L'orgue de la cathédrale.

La cathédrale abrite un superbe buffet Renaissance d'un équilibre parfait, s'inscrivant dans l'arc du transept nord.
À l'origine, l'orgue, de la cathédrale Notre Dame, de Rodez était du Facteur d'orgue parisien «Jean Baptiste Stoltz» (fin du XVIe siècle et début du XVIIe siècle).
Un document daté du 23 novembre 1629 donne le nom du facteur d'orgue Antoine Vernholes, de Poitiers, avec le concours de Raymond Gusmond, maître sculpteur de Périgueux, qui a réalisé le buffet. Les travaux ont commencé en 1628 avec la participation de Germain Cayron, de Rodez, pour la décoration de la tribune. Les travaux ont été achevés en 1631.
Vernholes a réemployé des parties de boiseries d'un orgue plus ancien, gothique, sur les côtés et à l'arrière. L'ensemble de la tribune et du buffet a 63 pieds de haut et 32 pieds de large, le tout en noyer poli. En partie haute, des anges et des armoiries étaient rehaussées de couleurs vives.
Jusqu'à la fin du XVIIIe siècle le grand buffet pouvait être caché par un rideau et le positif était équipé de volets. C'est tout ce qui nous reste de l'orgue de Vernholes.
En 1657, André Eustache effectue des réparations et un relevage.
En 1676 Jean de Joyeuse entreprend une restauration complète. Il y introduira la mode parisienne. Il y privilégie la finesse et l'élégance plutôt que la puissance : peu de jeux d'anches, mais des plein-jeux et des jeux de tierce à tous les claviers.
En 1728 François Lépine de Toulouse, refait la montre à neuf, remplace la voix humaine de l'écho par un cromorne, ajoute un bourdon 16, une grosse tierce et un cromorne au grand orgue, remet en état les sommiers, refait à neuf celui de « l'écho de cornet » sur 3 octaves ainsi que les 3 claviers.
Il baissera l'ensemble de l'orgue d'un demi ton, en si bémol, celui de Jean de Joyeuse étant en si (quittance du 4 juillet 1733). Il revient en 1749 avec son fils pour faire quelques réparations.
En 1775, Joseph Isnard refait les sommiers du grand orgue en 4 parties, celui du positif en 2 parties, ceux de pédale et place le cornet d'écho en récit, et ajoute en 1776 un clavier de bombarde et porte l'étendue des claviers à 50 notes.
L'orgue fut laissé à l'abandon pendant la période révolutionnaire. Après la Révolution, le facteur Clavel d'Albi répare le positif et remplace un jeu au récit.
En 1839, l'orgue est entièrement restauré par les frères Claude, mais ceux-ci ne modifient pas la composition des jeux.
En 1858, le facteur Pagès est autorisé à faire des réparations. Après sa mort, en 1861, le travail n'étant pas réalisé, les travaux sont terminés en 1872 par la Maison Th. Puget.
En 1880, la foudre tombe sur la cathédrale, endommageant l'orgue, qui est laissé sans réparations. Il devient pratiquement injouable.
L'instrument aborde le XXe siècle avec une grande majorité de tuyaux du XVIIe et du XVIIIe siècle, mais la mécanique montre de grands signes de fatigue, à tel point qu'en 1902 le chanoine Servières parle d'un « orgue fossile ».
Face à la réticence du ministère des cultes à entreprendre à nouveau des travaux, l'évêque de Rodez prend à sa charge la réfection de l'orgue par Charles Anneessens, d'Halluin qui pose une traction entièrement tubulaire. Cette intervention radicale sonne la mort de l'instrument de Jean de Joyeuse et d'Isnard.
En 1934, la composition des jeux est légèrement modifiée par Maurice Puget. Entretenue périodiquement, la traction tubulaire fonctionnera jusqu'en 1970, date à laquelle elle rendra l'âme. Enfin, en 1975 Paul Manuel démonte entièrement l'orgue et reclasse la tuyauterie, avant que la maison Jean-Georges & Yves Kœnig de Sarre-Union le restaure entièrement en 1986, de manière à retrouver une conception sonore dans l'esprit des Anciens, pour obtenir les qualités de toucher et les sonorités adéquates au répertoire français des XVIIe et XVIIIe siècles, tout en permettant une utilisation plus large de l'instrument par ses étendues.
Le 11 octobre 1986, l'orgue est inauguré par les organistes Michel Bouvard, Georges Lartigau et Francis Chapelet.
Léon Froment est l'organiste titulaire à la fin du XIXe et au début du XXe siècle. L'organiste titulaire du grand orgue de la cathédrale de Rodez est Jérôme Rouzaud.

#### Composition de l'orgue
L'orgue se compose de 4 claviers et un pédalier: le Grand-Orgue et le Positif ont chacun 53 notes, le récit en a 35 et l'écho, 42. Le pédalier en a 27. Il possède environ 3 300 tuyaux.
| I. Grand Orgue | II. Positif | III. Récit                        | IV. Écho                                                                                    |                                                                  |
| Montre 16' Bourdon 16' Montre 8' Bourdon 8' Prestant 4' Flûte 4' Grande Tierce 3 1/5' Nazard 2 2/3' Doublette 2' Quarte 2' Tierce 1 3/5' Flageolet 1' Cornet V Fourniture V Cymbale IV 1re Trompette 8' 2e Trompette 8' Clairon 4' | Montre 8' Bourdon 8' Prestant 4' Flûte 4' Nazard 2 2/3' Doublette 2' Tierce 1 3/5' Larigot 1 1/3' Fourniture IV Cymbale III Trompette 8' Cromorne 8' Voix humaine 8' | Cornet V Trompette 8' Hautbois 8' | Bourdon 8' Prestant 4' Nazard 2 2/3' Doublette 2' Tierce 1 3/5' Cymbale III Voix humaine 8' | Flûte 16' Flûte 8' Flûte 4' Bombarde 16' Trompette 8' Clairon 4' |

### Les cloches

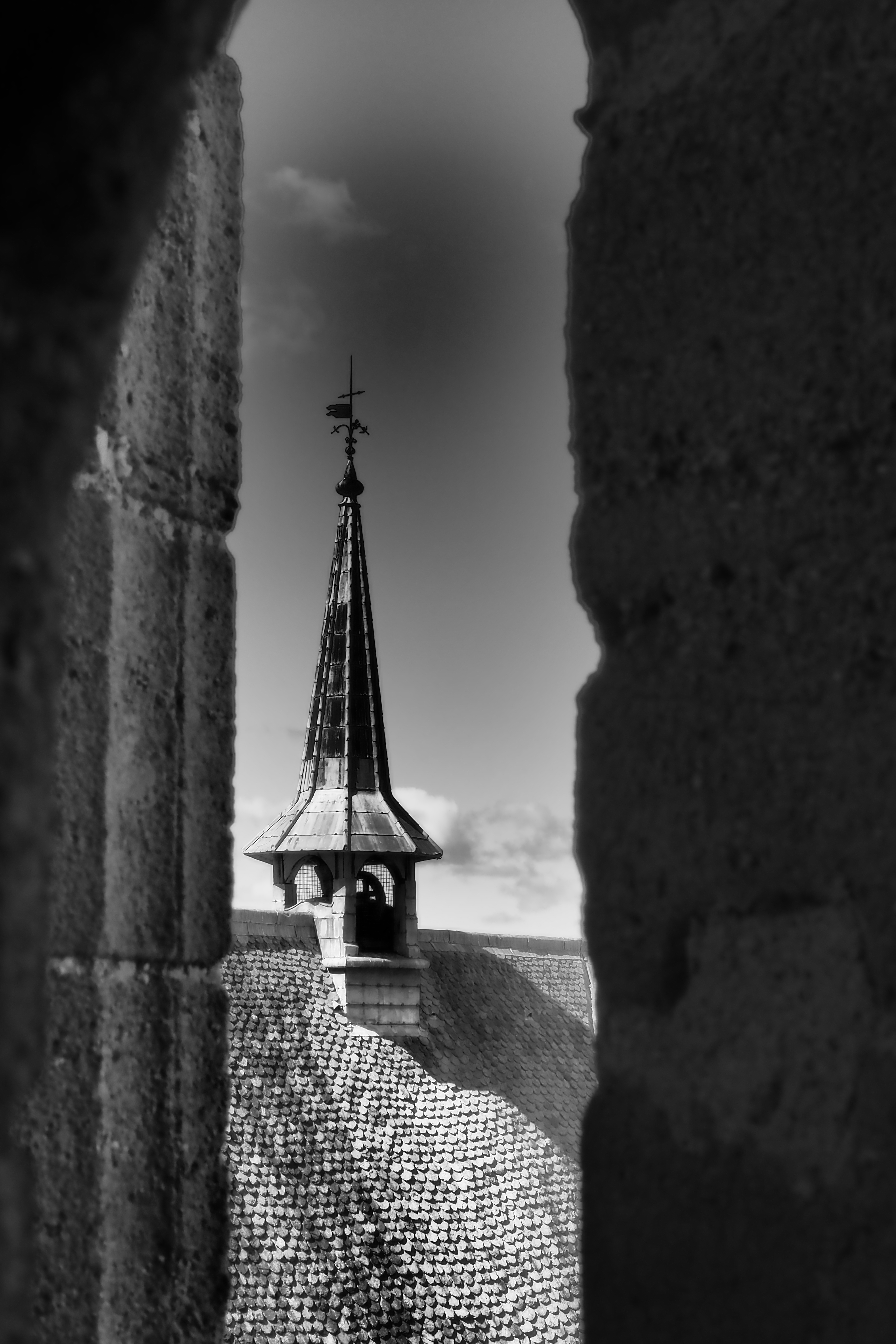
Clocheton abritant la cloche nommée la Mandarelle.

La cathédrale de Rodez possède de nombreuses cloches : douze au total. Seule une d'entre elles est antérieure à la Révolution française, les autres ayant été cassées ou brisées lors de la période révolutionnaire, il s'agit de la cloche traditionnelle de l'horloge fondue en 1523 (ne sonne plus aujourd'hui), elle se trouve tout en haut du clocher sous le piédestal de la statue de Notre-Dame.
Une petite cloche est également située au-dessus du toit, à l'aplomb du transept sous un clocheton, appelée « la Mandarelle », une seconde petite cloche a également été commandée en 1847 par les congréganistes de Notre-Dame, elle est située dans la tour sud-ouest.
Toutes les neuf autres cloches de volée sont placées à l'intérieur de la tour-clocher dans un beffroi en bois. Elles ont été fondues par Morel en 1851 et installées dans le clocher en 1853, formant une gamme de Do majeur :
- bourdon Saint-Pierre, note : fa#2, masse : 5 229 kg;
- Sainte-Marie, note : si2, masse : 1 911 kg ;
- Saint-Amans, note : do3, masse : 1 336 kg ;
- Saint-Artémon, note : ré#3, masse : 946 kg ;
- Saint-Jean, note : mi3, masse : 799 kg ;
- Saint-Dalmas, note : sol#3, masse : 583 kg ;
- Sainte-Procule, note : la3, masse : 398 kg ;
- Sainte-Foy, note : si3, masse : 276 kg ;
- Sainte-Tarcisse, note : do4, masse : 196 kg.

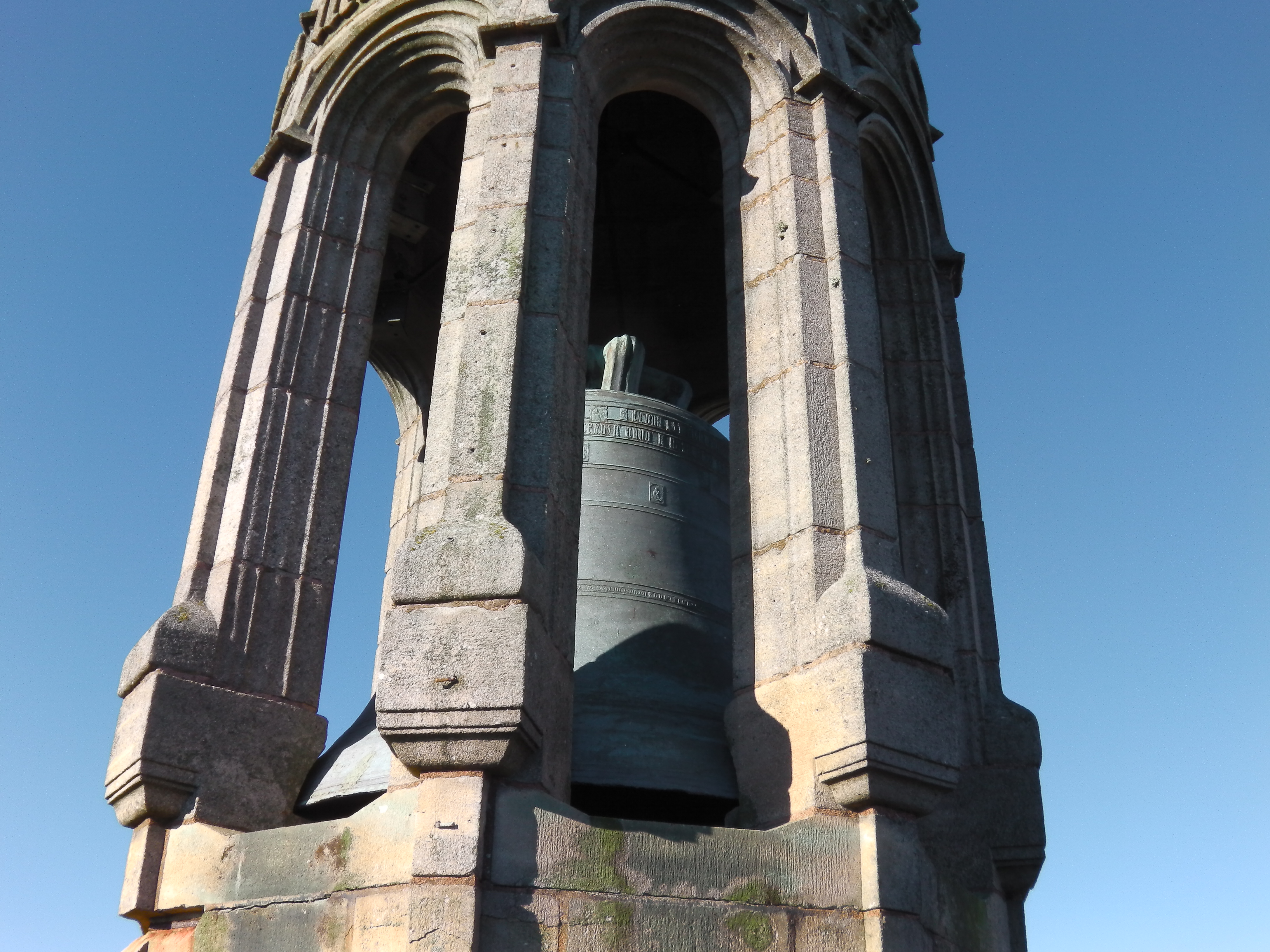
Ancienne cloche de l'horloge située au sommet du clocher.
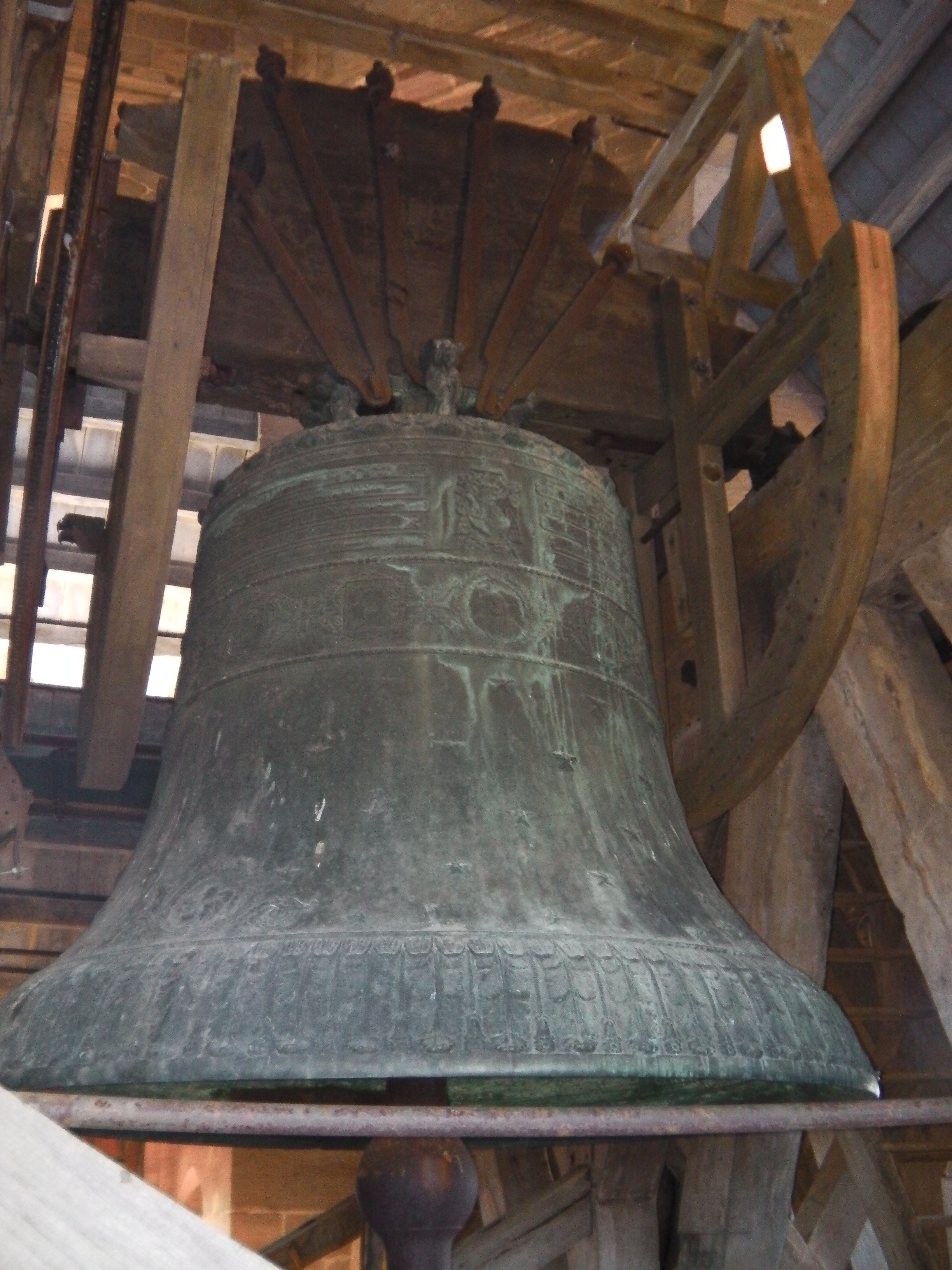
Le bourdon Saint-Pierre.
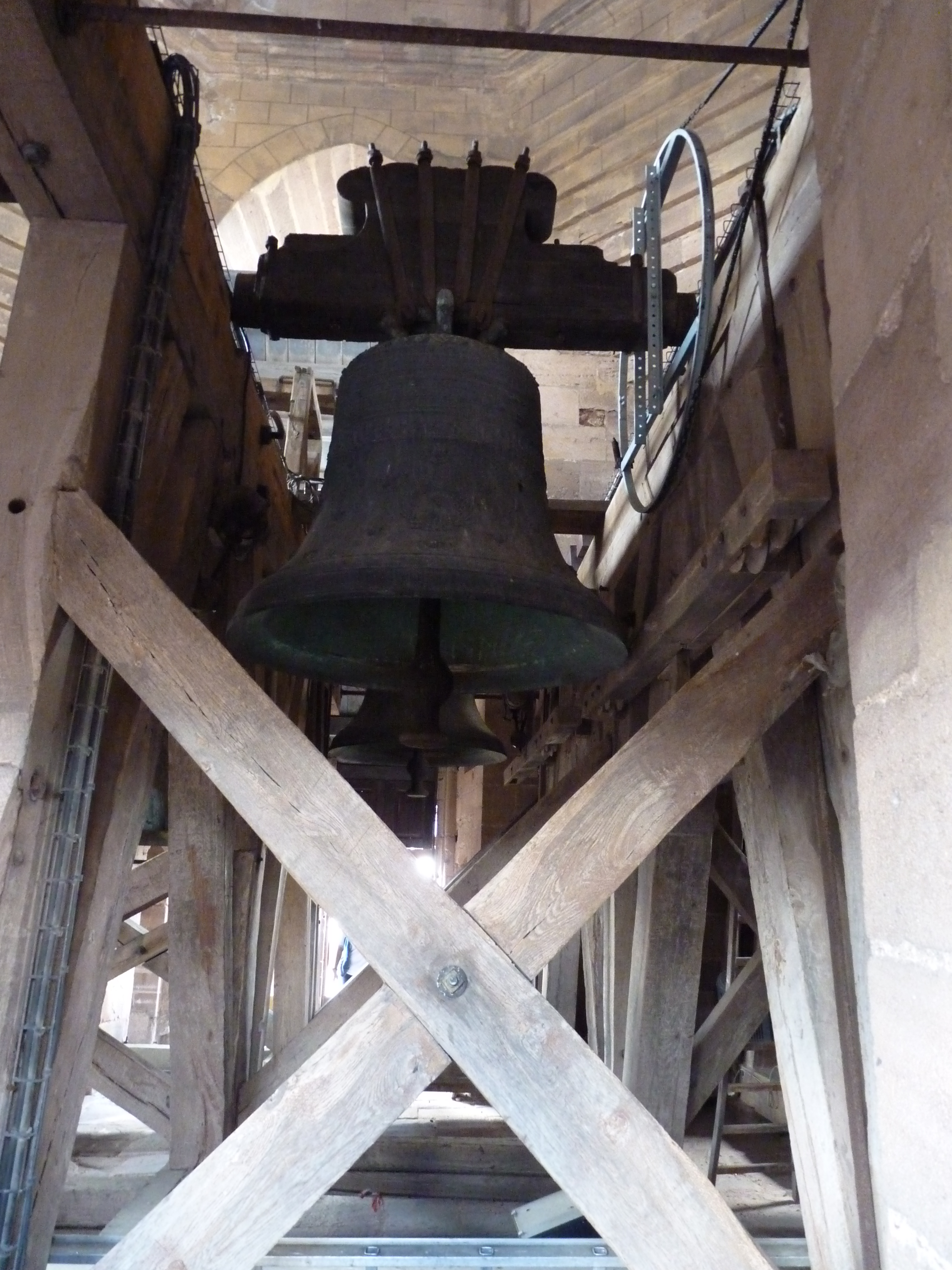
Cloches vues du beffroi.

## Cathédrale vue de l'extérieur

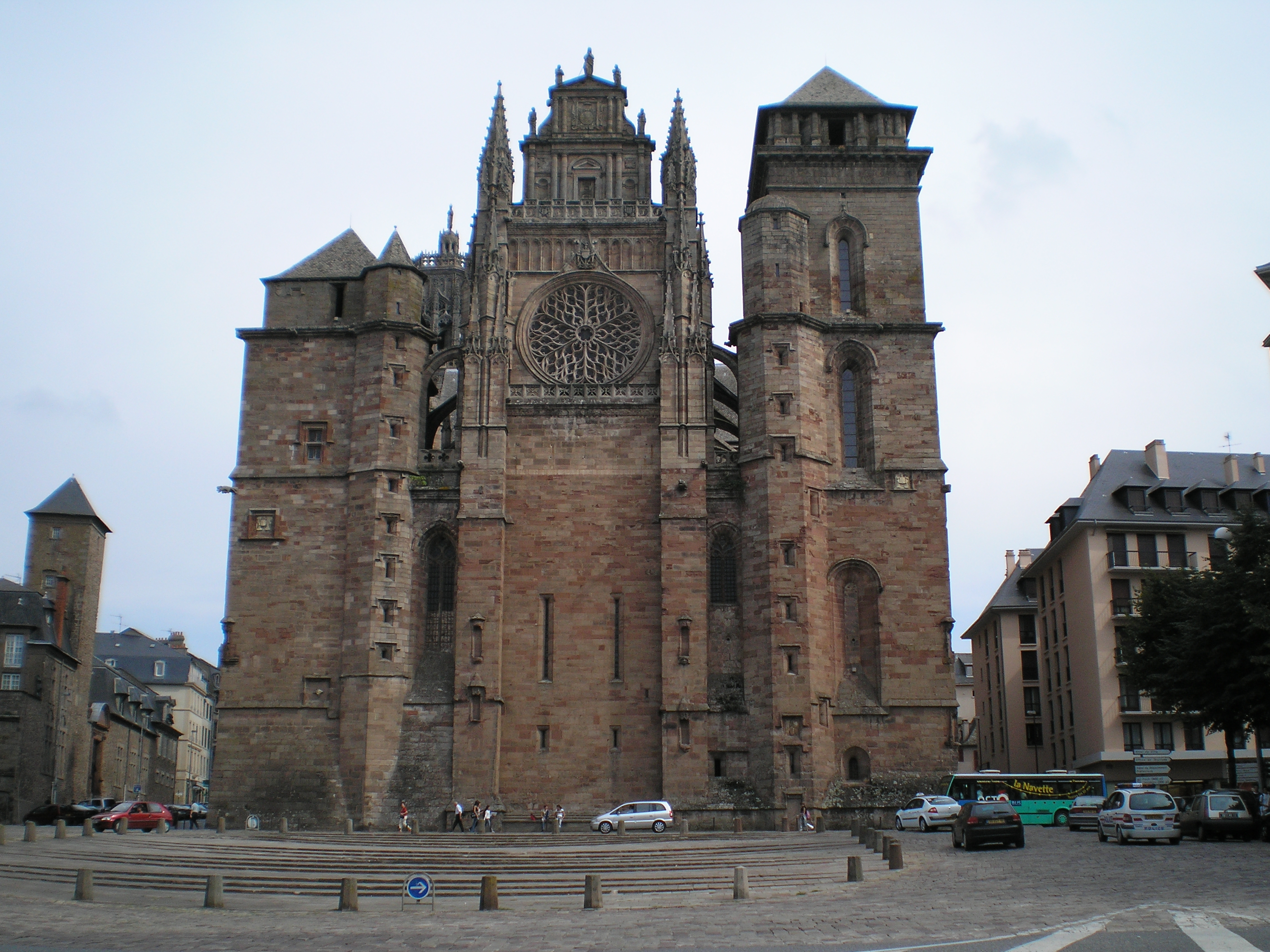
Côté ouest ; place d'Armes.
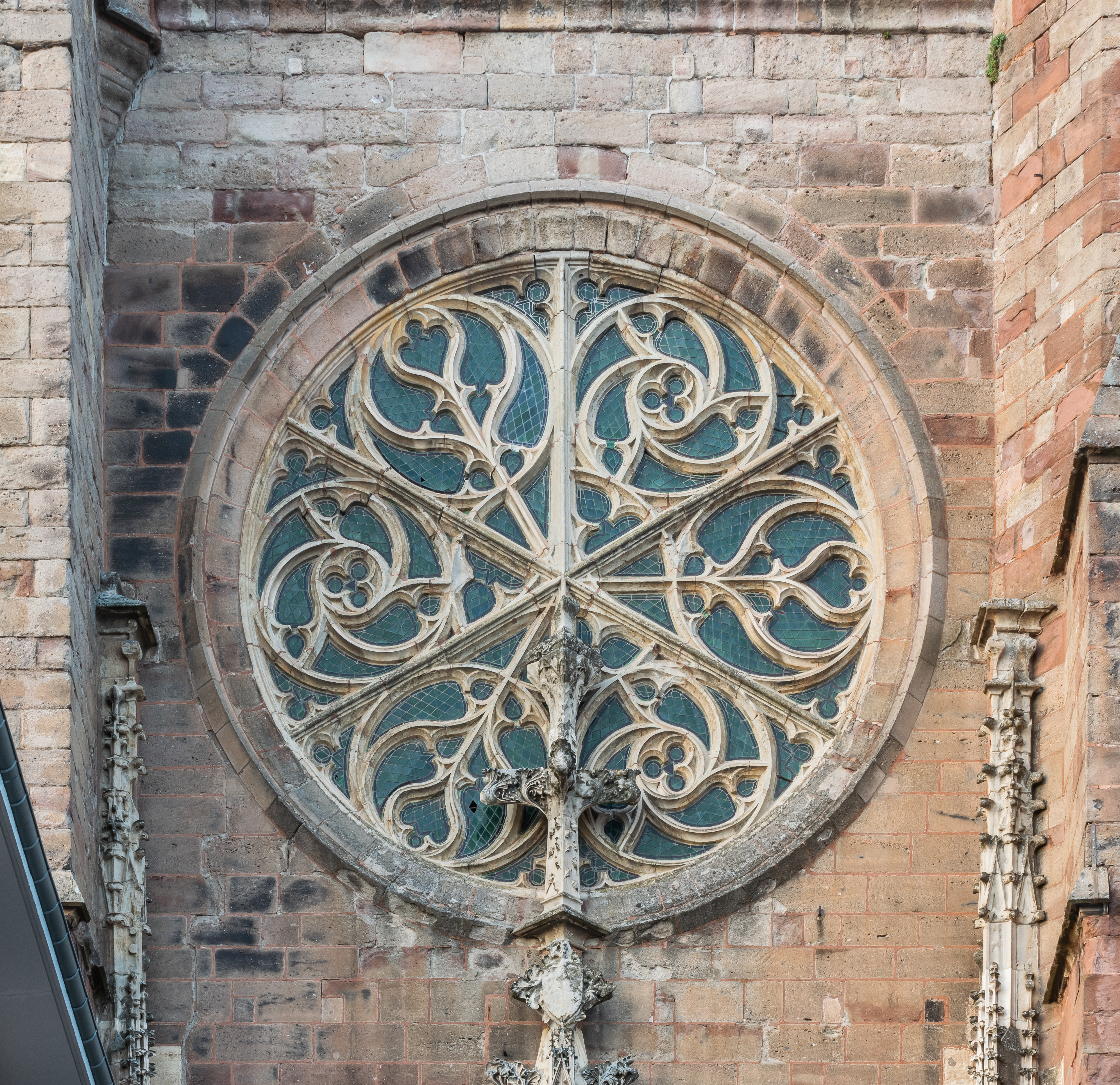
Rosace.
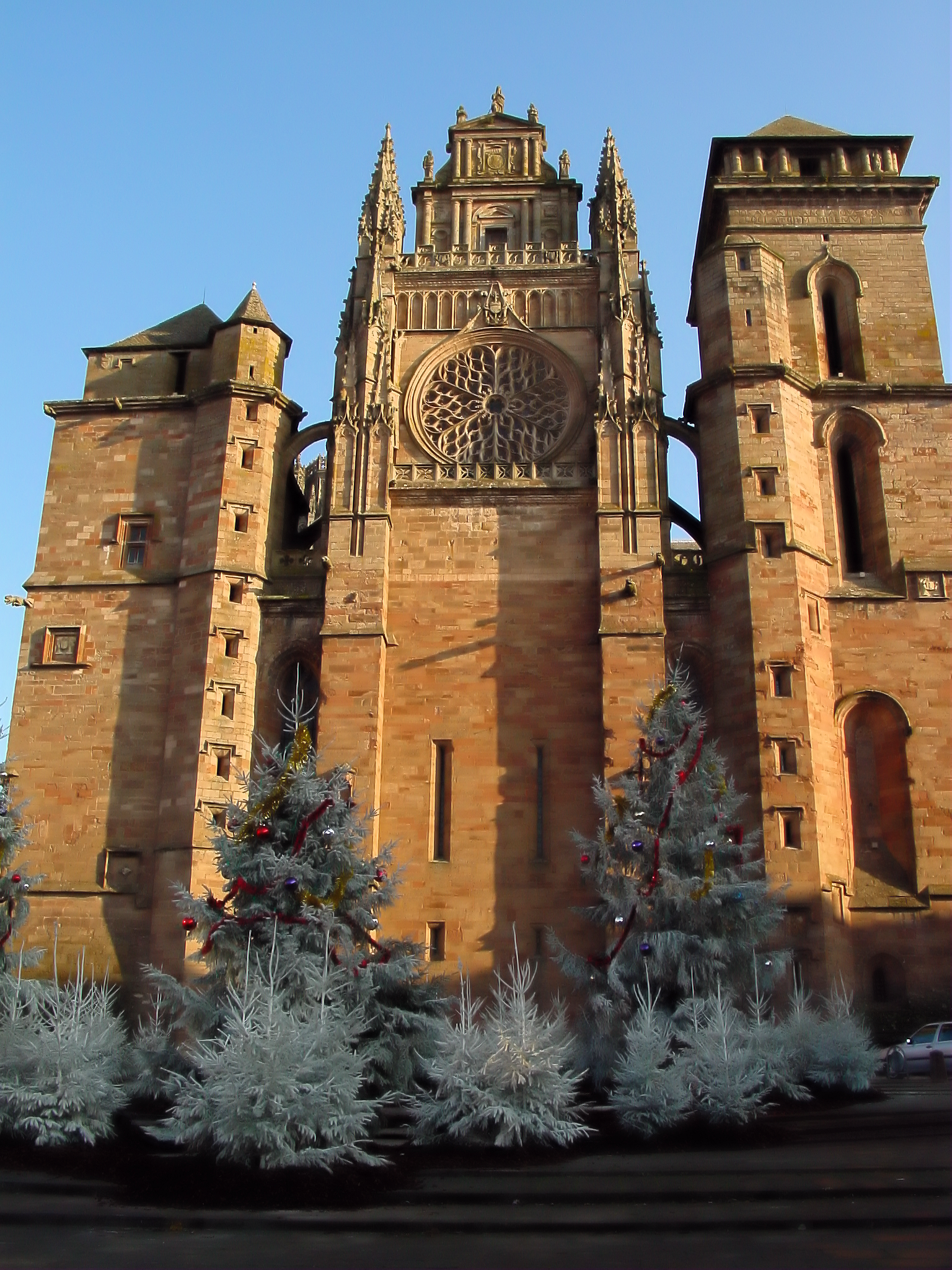
Cathédrale à la Noël 2001.
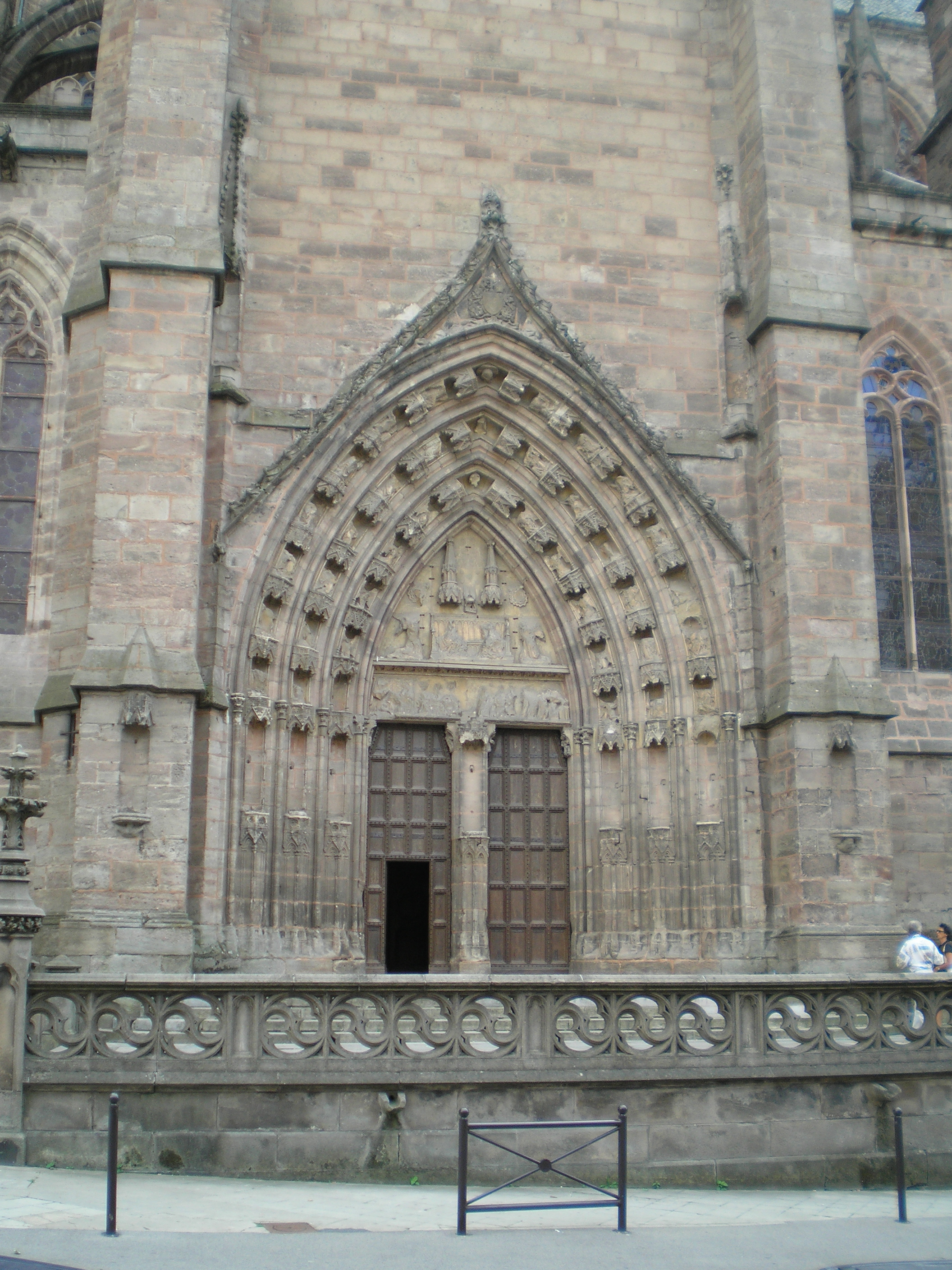
Entrée nord.
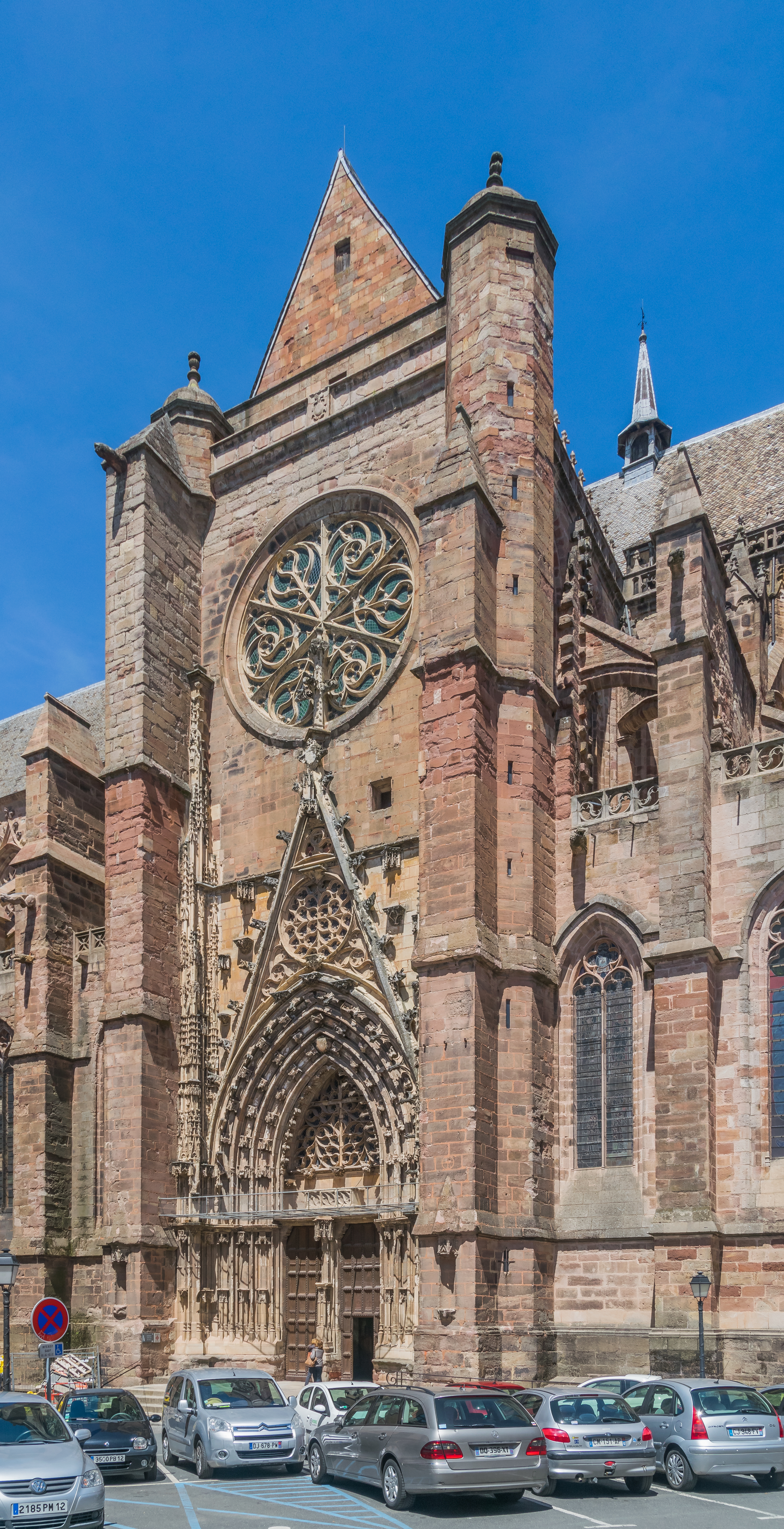
Entrée sud.
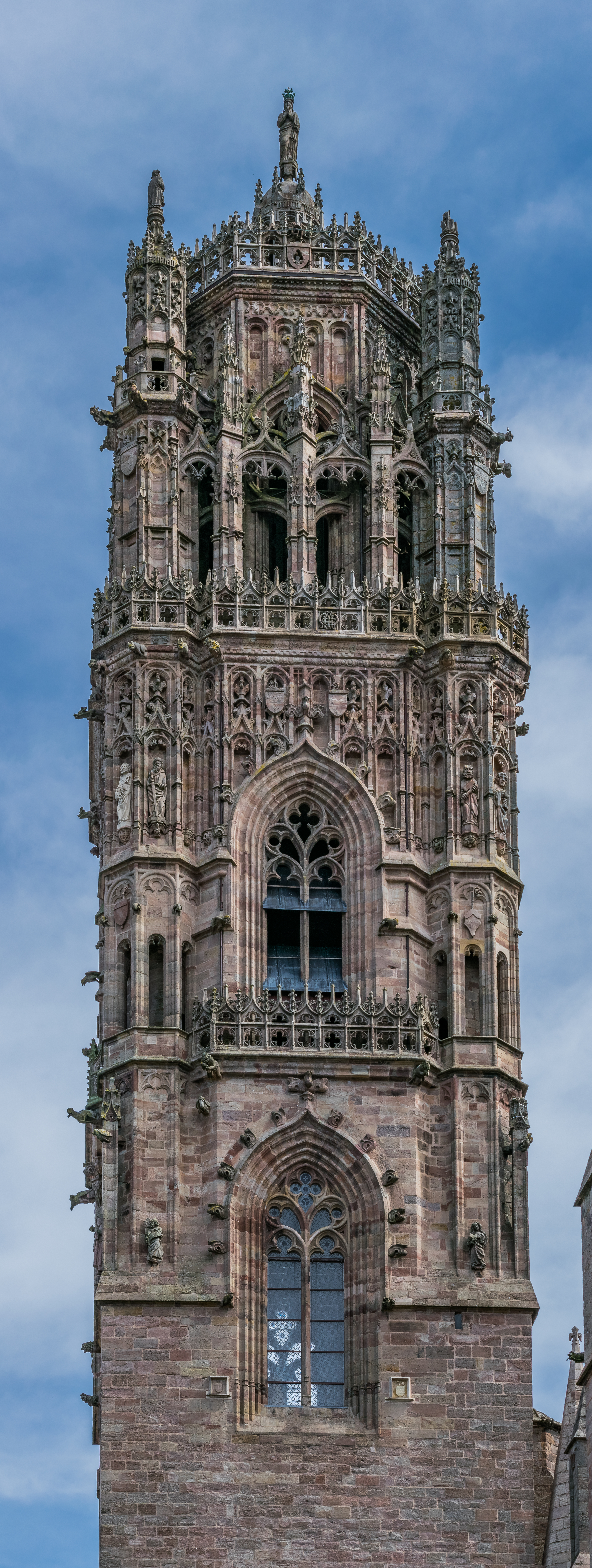
Clocher, façade ouest. Aout 2018.